# Namibia
Namibia (selten Namibien;  amtlich Republik Namibia; deutsche Aussprache [naˈmiːbi̯a]; englisch Republic of Namibia) ist ein Staat im südlichen Afrika und grenzt (im Uhrzeigersinn) an Angola, Sambia, Botswana, Südafrika und den Atlantischen Ozean. Namibia ist aufgrund des großen Flächenanteils der Namib das nach der Mongolei am zweitdünnsten besiedelte Land der Welt. Das Land hat etwa 3,022 Millionen Einwohner (Stand 2023), überwiegend Christen vieler verschiedener Ethnien. Die größte Bevölkerungsgruppe bilden mit knapp 50 % die Ovambo. Die Hauptstadt und größte Stadt Namibias ist Windhoek.
Die trockene Landschaft war ursprünglich von den Völkern der San („Buschleute“) und der Damara besiedelt. Etwa seit dem 14. Jahrhundert wanderten Bantu in das Land ein. Das Gebiet des heutigen Namibia wurde im Jahre 1884 ein „Schutzgebiet“ des Deutschen Reiches und blieb bis zum Ende des Ersten Weltkrieges eine deutsche Kolonie mit dem Namen Deutsch-Südwestafrika. In den Jahren 1904 bis 1908 schlug die deutsche Kolonialmacht den Aufstand der Herero und Nama gewaltsam nieder und verübte dabei einen Völkermord. 1920 stellte der Völkerbund das weiterhin als Südwestafrika bezeichnete Gebiet unter Mandatsverwaltung von Südafrika – faktisch als südafrikanische Fremdverwaltung –, die eine eigene Rechtsordnung nach sich zog und während der Apartheid zu einer tiefgehenden Integration in die Hoheitsgewalt des Staates Südafrika führte. Erst am 21. März 1990 erlangte Namibia (mit Ausnahme von Walvis Bay und den Penguin Islands, die 1994 nachfolgten) dank des Namibischen Befreiungskampfes die Unabhängigkeit von Südafrika. Der 21. März ist seitdem Nationalfeiertag des Landes.
Namibia hat eine stabile parlamentarische Demokratie.
Die namibische Wirtschaft ist stark durch die Bereiche Landwirtschaft, Tourismus und Bergbau (Uran, Gold, Silber und unedle Metalle) geprägt. Das Land ist seit 1990 (Resolution 652) Mitglied der Vereinten Nationen (UNO), der Entwicklungsgemeinschaft des südlichen Afrikas (SADC), der Zollunion des Südlichen Afrika (SACU) sowie der Afrikanischen Union (AU) und des Commonwealth of Nations.

## Geographie
Namibia liegt zwischen 18° und 30° südlicher Breite sowie 12° und 25° östlicher Länge in den Tropen und Subtropen.

Provinzen Namibia

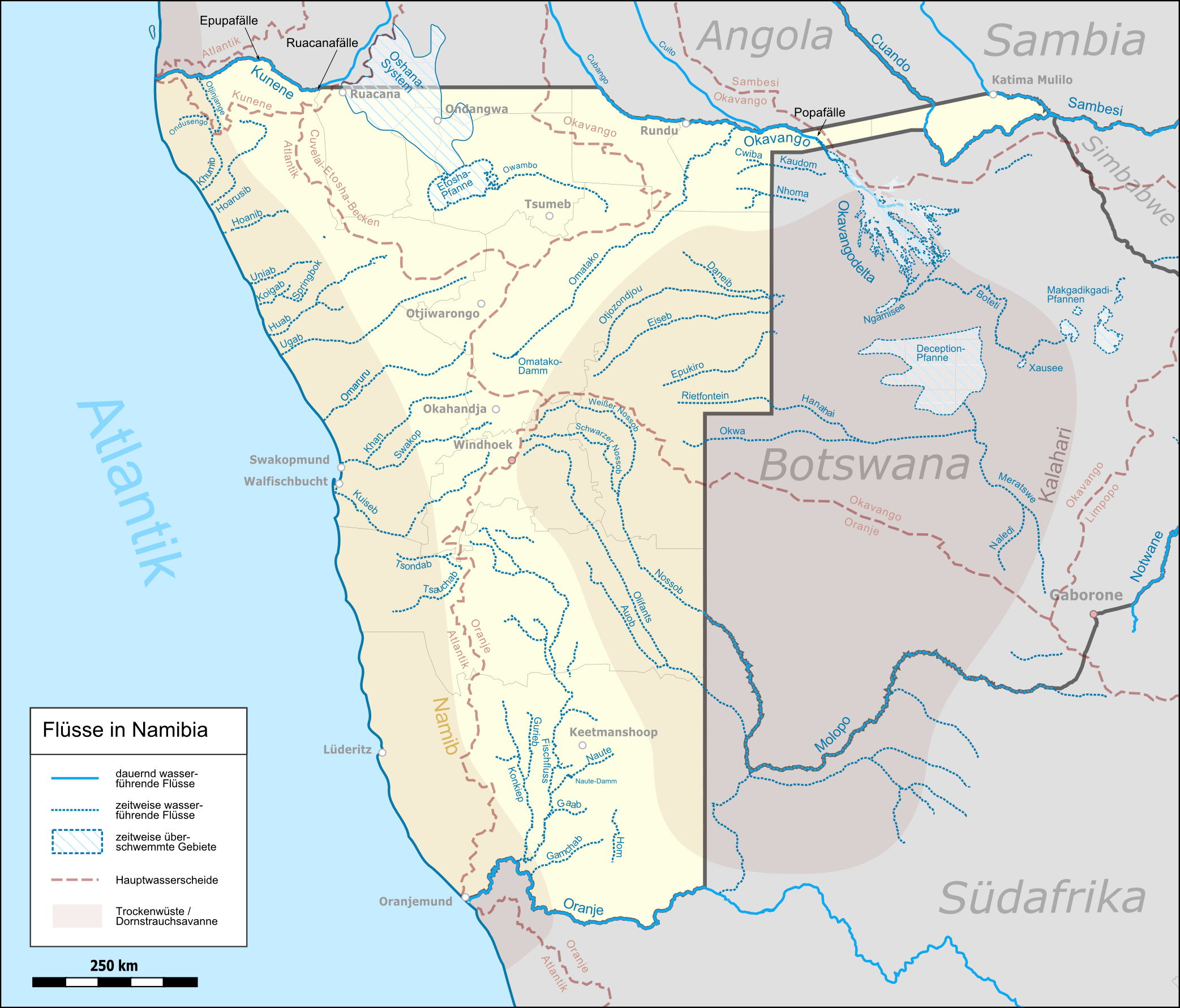
Große Flüsse und Riviere in Namibia

Namibia wird im Osten nach Botswana hin von der Kalahari, im Süden nach Südafrika hin vom Oranje – auch Orange River genannt –, im Westen vom Südatlantik und im Norden nach Angola hin vom Kunene und dem Okavango begrenzt. Im Nordosten erstreckt sich zudem ein etwa 450 km langer und bis zu 50 km breiter Landfinger zwischen den nördlich angrenzenden Ländern Angola und Sambia und dem südlich angrenzenden Botswana – der Caprivizipfel, welcher im östlichen Bereich vom Sambesi und vom Unterlauf des Kwando begrenzt wird. Am Ende des Zipfels wird eine Grenze zu Simbabwe um etwa 150 Meter nur sehr knapp verfehlt. Bei der Gegend handelt es sich um das weltweit einzige (wenn auch unechte) Vierländereck zwischen vier Staaten.
Neben den genannten Grenzflüssen gibt es noch zahlreiche weitere Flüsse, von denen aber kein einziger mit Sicherheit ganzjährig Wasser führt. Außerhalb der Regenzeit finden sich nur ausgetrocknete Flussbetten (Riviere).
Das gesamte Staatsgebiet Namibias umfasst etwa 824.292 km². Namibia ist landschaftlich im Wesentlichen durch zwei Wüsten geprägt. Im Westen durch die von der südafrikanischen Provinz Nordkap bis weit nach Angola hineinreichenden Namib und im Osten durch die Kalahari. Zwischen beiden Wüsten liegt das durchschnittlich 1700 Meter hohe, um die Hauptstadt Windhoek herum auch die 2000-Meter-Marke überschreitende Binnenhochland. Einer der markantesten Berge ist der Etjo, höchster Berg jedoch ist der rund 2600 Meter hohe Königstein im Brandbergmassiv, nahe der Küste, etwa 200 Kilometer nördlich der Küstenstadt Swakopmund. Im Osten geht das Binnenhochland allmählich in das rund 1200 Meter hoch gelegene, von Trockenvegetation bedeckte Kalahari-Hochland über.

### Geologie
Das Gebiet des heutigen Namibia gilt als einer der ältesten Teile der Erdkruste. Schon lange vor der Entstehung des Superkontinentes Gondwana bildeten sich vor mehr als zwei Milliarden Jahren im Gebiet des heutigen Afrikas zwei Schelfe: der Kongo-Kraton und der Kalahari-Kraton. Letzterer umfasst große Teile des heutigen Namibia. Durch verschiedene tektonische Vorgänge entstand dann vor etwa 550 Millionen Jahren ein riesiges, zusammenhängendes Festlandgebiet, das die heutigen (Teil-)Kontinente Afrika, Südamerika, Australien, Indien und die Antarktis umfasste: Gondwana.
Vor etwa 150 Millionen Jahren begann dieser Superkontinent allmählich in die heute bekannten Kontinente zu zerbrechen und auseinanderzudriften. Die besonderen, über Jahrmillionen andauernden klimatischen Verhältnisse in Südwestafrika führten dazu, dass viele geologische Strukturen, Vorgänge und Erscheinungen besonders gut erhalten und deshalb auch heute noch zu beobachten sind. Dazu gehört letztlich auch die Namib, die damit als älteste Wüste der Welt gelten darf.

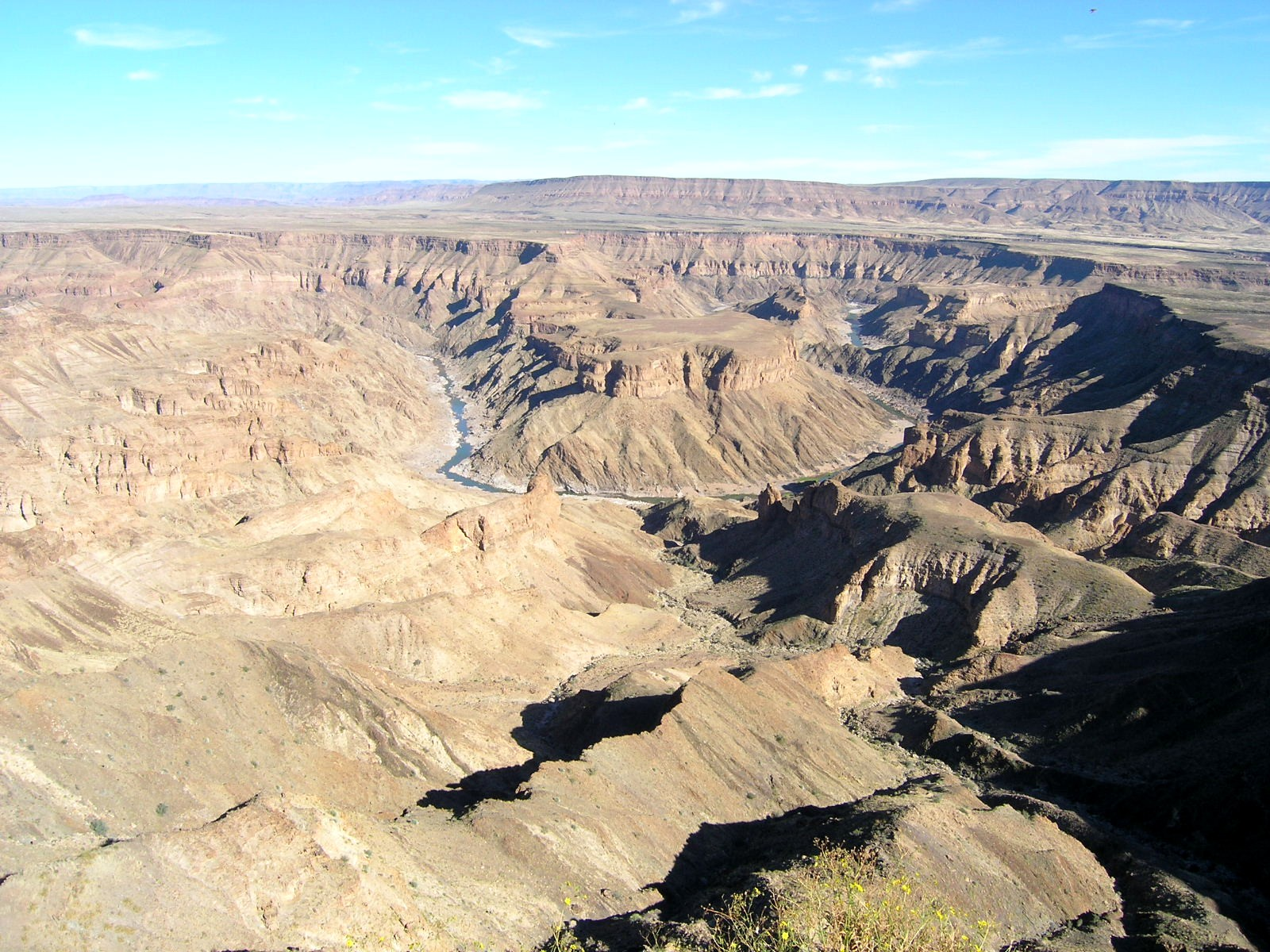
Fischfluss-Canyon
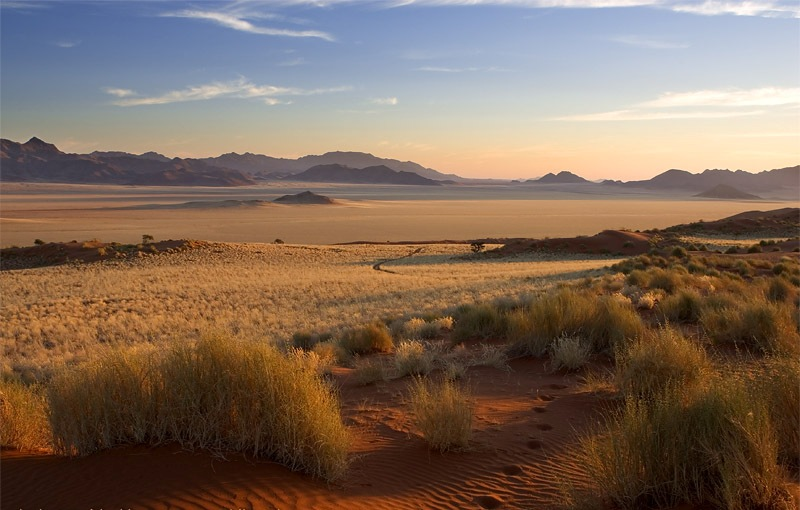
NamibRand-Naturreservat – Wolwedans
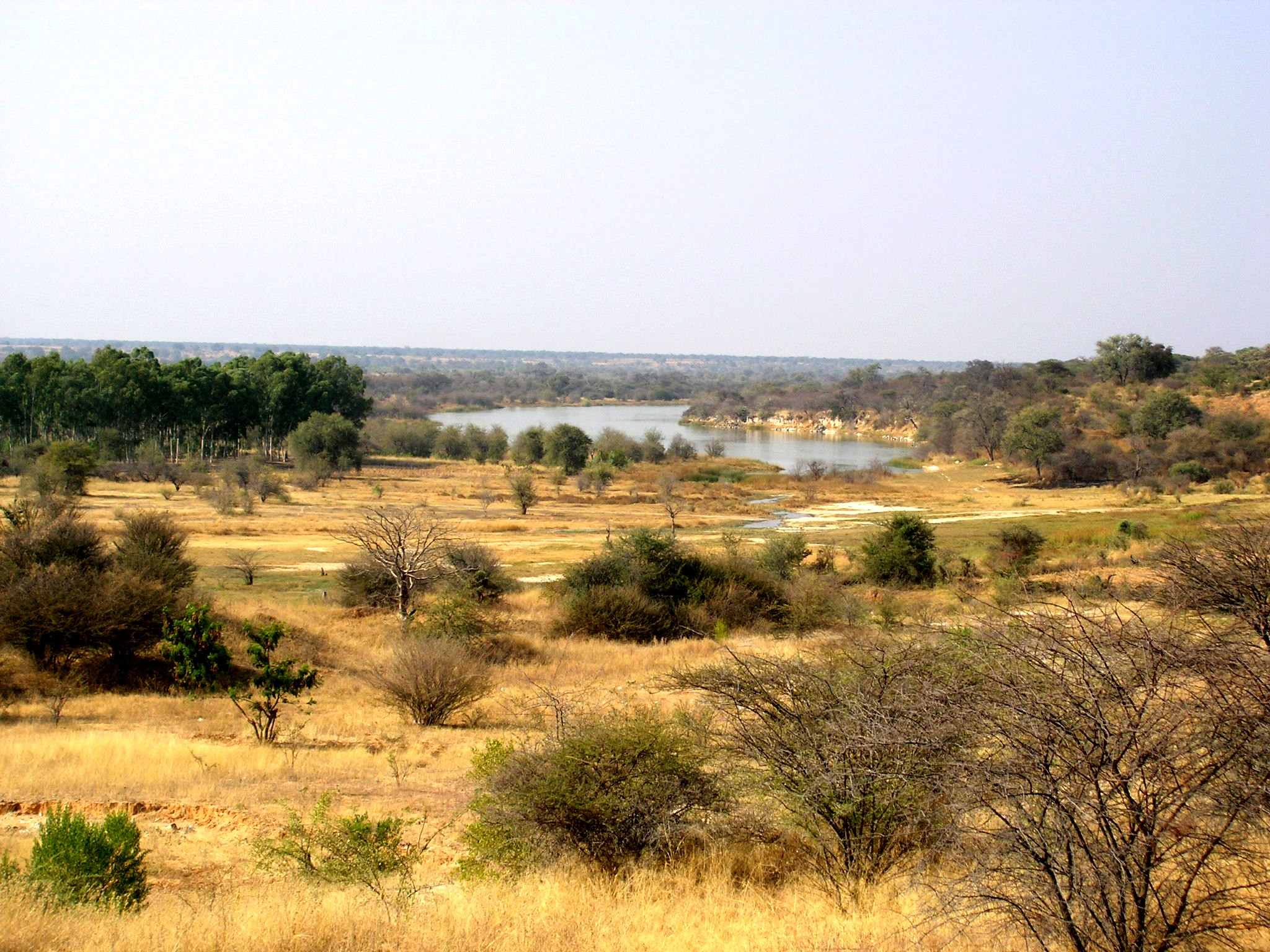
Okavango bei Rundu
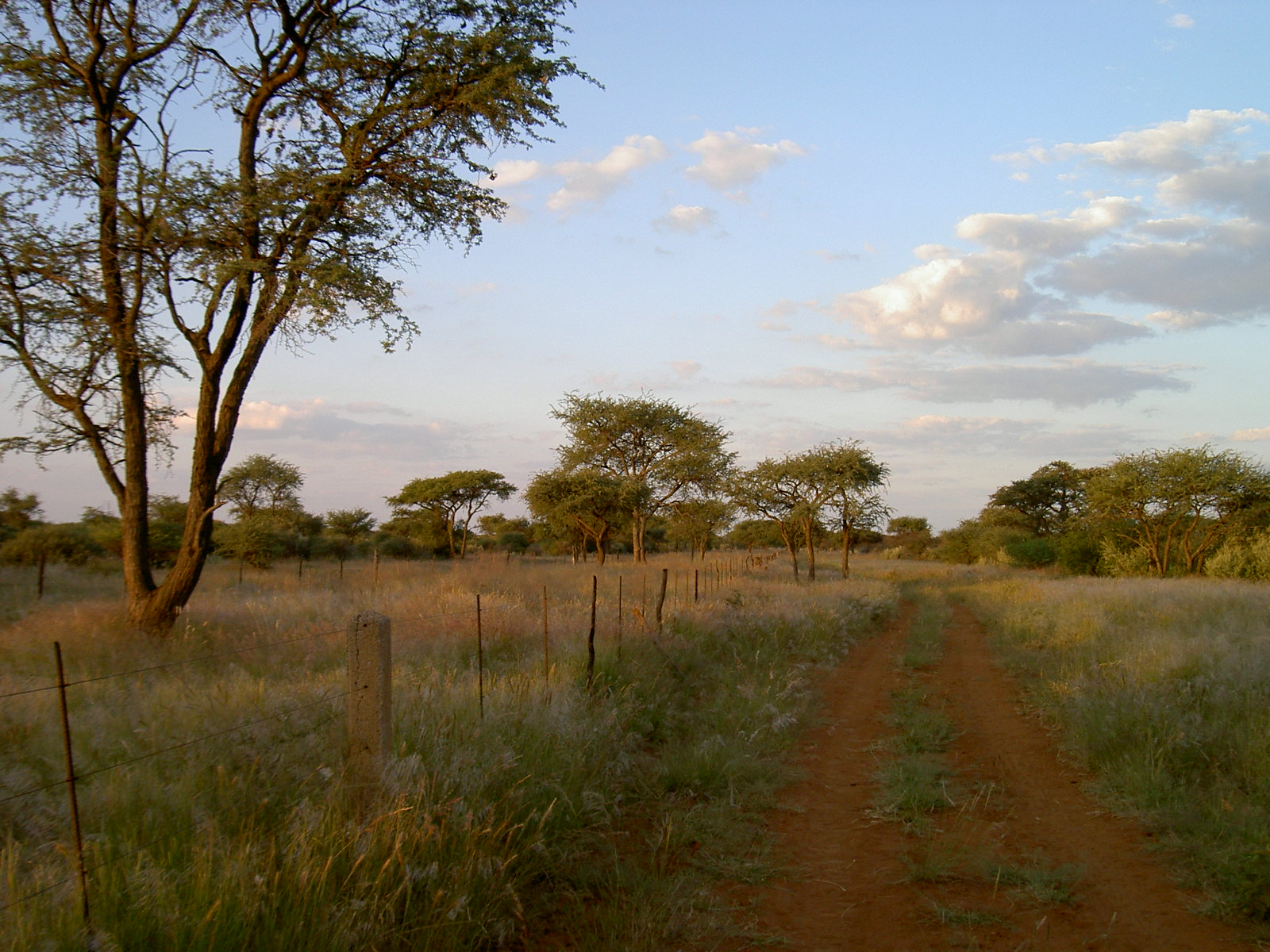
Farmweg nahe Omaruru
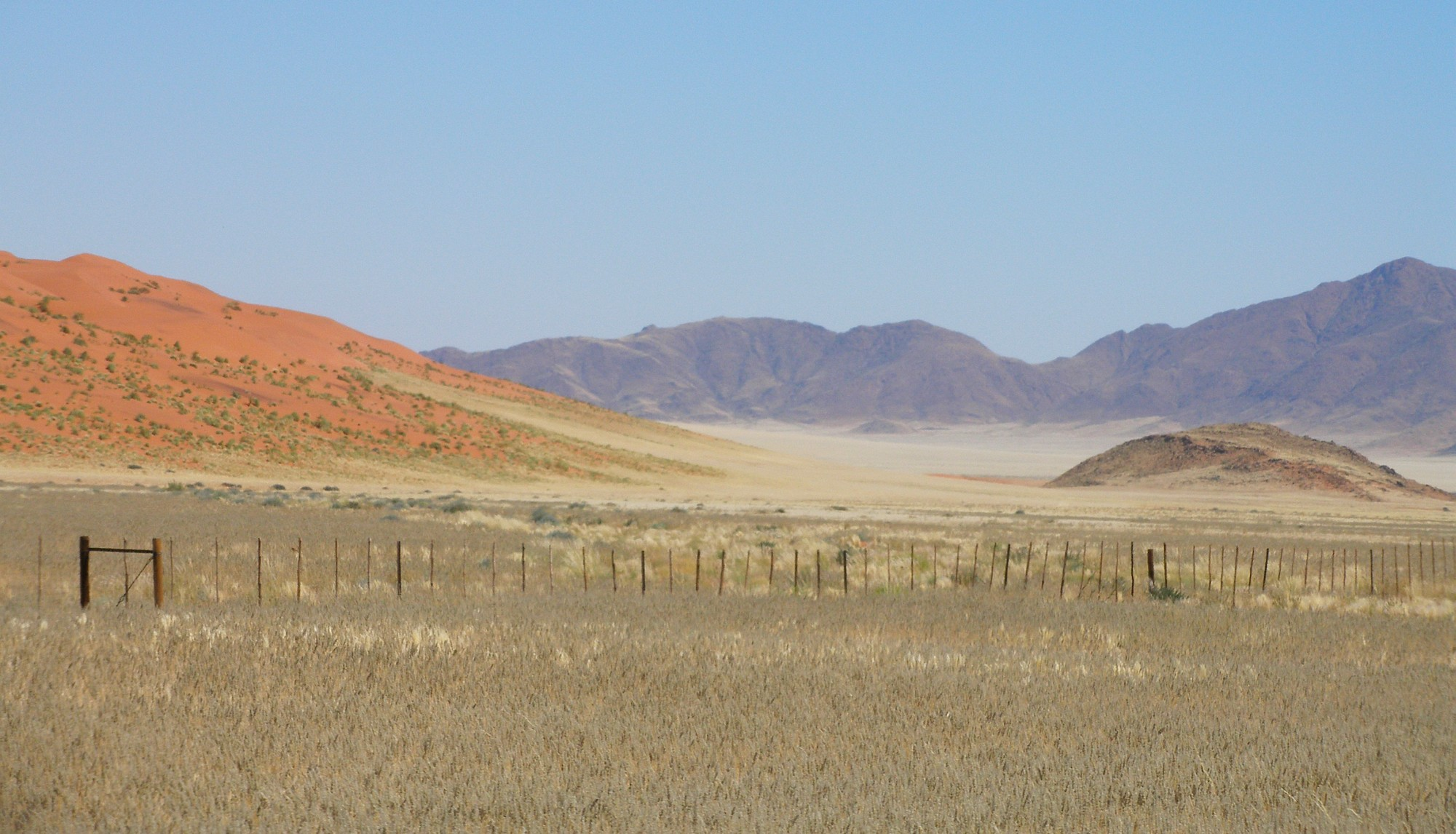
Namib

### Klima

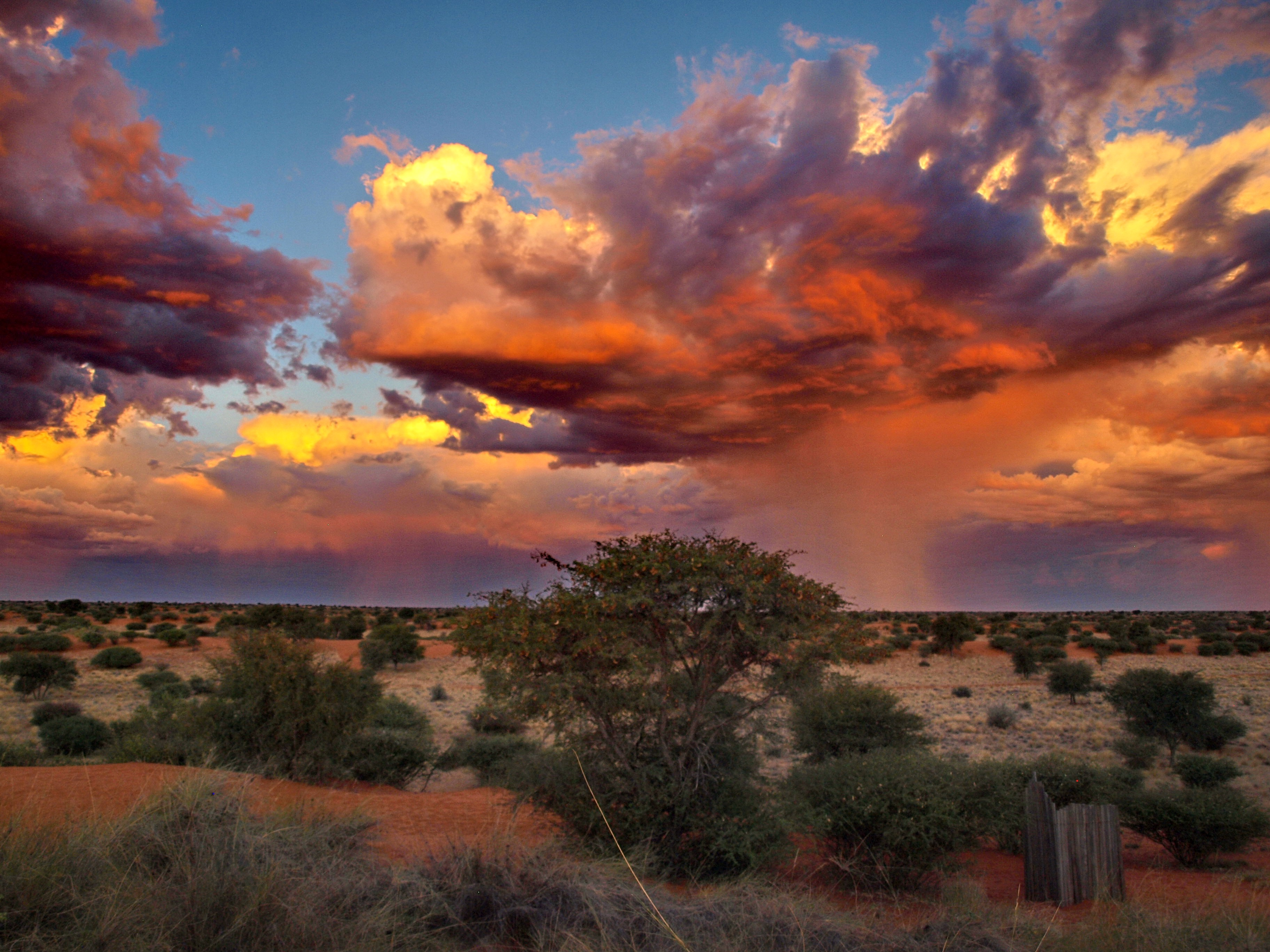
Gewitter in der Kalahari bei Stampriet, Namibia

Das durchschnittliche Klima Namibias ist heiß und trocken. Das weitestgehend aride Klima ist subtropisch kontinental. Dabei gibt es große Unterschiede zwischen den einzelnen Landesteilen:
In der Namib westlich der Abbruchstufe sind Niederschläge äußerst selten. Es weht das ganze Jahr über ein warmer, kräftiger Wind. Sogar im Winter erreichen die Temperaturen oft 25 °C und mehr. In den heißesten Sommermonaten Dezember und Januar liegen die Temperaturen meist deutlich über 30 °C, während sie in den kältesten Monaten, Juli und August, nachts bis zum Gefrierpunkt sinken können, tagsüber dann aber wieder auf rund 25 °C steigen. Morgens und abends ist besonders im Winter mit Temperatursprüngen von mehr als 20 °C innerhalb weniger Stunden zu rechnen. Im Binnenhochland kann es wegen der großen Höhe nachts sogar Frost und in ganz seltenen Jahren auch Schneefälle geben. Tagsüber ist es dort nicht ganz so heiß wie in der Wüste. In der Kalahari verhält es sich ähnlich wie in der Namib. Die Niederschläge sind etwas häufiger, aber immer noch wüstentypisch selten.
Das Gebiet zwischen Namib und Atlantik gehört weltweit zu den Regionen mit dem besten Klima für astronomische Beobachtungen. Die dort errichteten Astrocamps werden deshalb von vielen Sternfreunden insbesondere für Zwecke der Himmelsfotografie aufgesucht.
Das Klima der Atlantikküste wiederum wird durch den kalten Benguelastrom bestimmt. Dieser kühlt den vorherrschenden Südwestwind stark ab, was infolge von Kondensation die Bildung von (Regen-)Wolken verhindert und regelmäßig einen dichten anhaltenden Nebel in Bodennähe erzeugt. Im Sommer ist es hier angenehm kühl und in den Wintermonaten mitunter auch tagsüber empfindlich kalt. Die Wassertemperatur erreicht selten mehr als 15 °C.
Der Caprivi-Streifen hingegen ist geprägt von meist sicheren Niederschlägen in der Regenzeit. Diese haben ein ausgedehntes Flusssystem und einen subtropischen Savannenwald entstehen lassen. Die Luftfeuchtigkeit ist hier, im Gegensatz zu den anderen Landesteilen, relativ hoch.
Im zentralen Hochland, das den größten Teil Namibias einnimmt, herrscht Sommerregen vor, das heißt mit zwar unregelmäßigen, aber gelegentlich sehr heftigen Regenfällen zwischen November und April ist zu rechnen; der äußerste Süden dagegen liegt im Winterregengebiet, so dass – wenn überhaupt – Regenfälle vor allem in den Monaten Juni und Juli auftreten. Bei aller Unregelmäßigkeit der Regenfälle hinsichtlich Häufigkeit und Ergiebigkeit nehmen diese ausgehend vom Süden mit unter 50 mm pro Jahr in Richtung Nordosten mit bis zu 600 mm pro Jahr deutlich zu, was allerdings regionale Trockenperioden von mehreren Jahren nicht ausschließt.

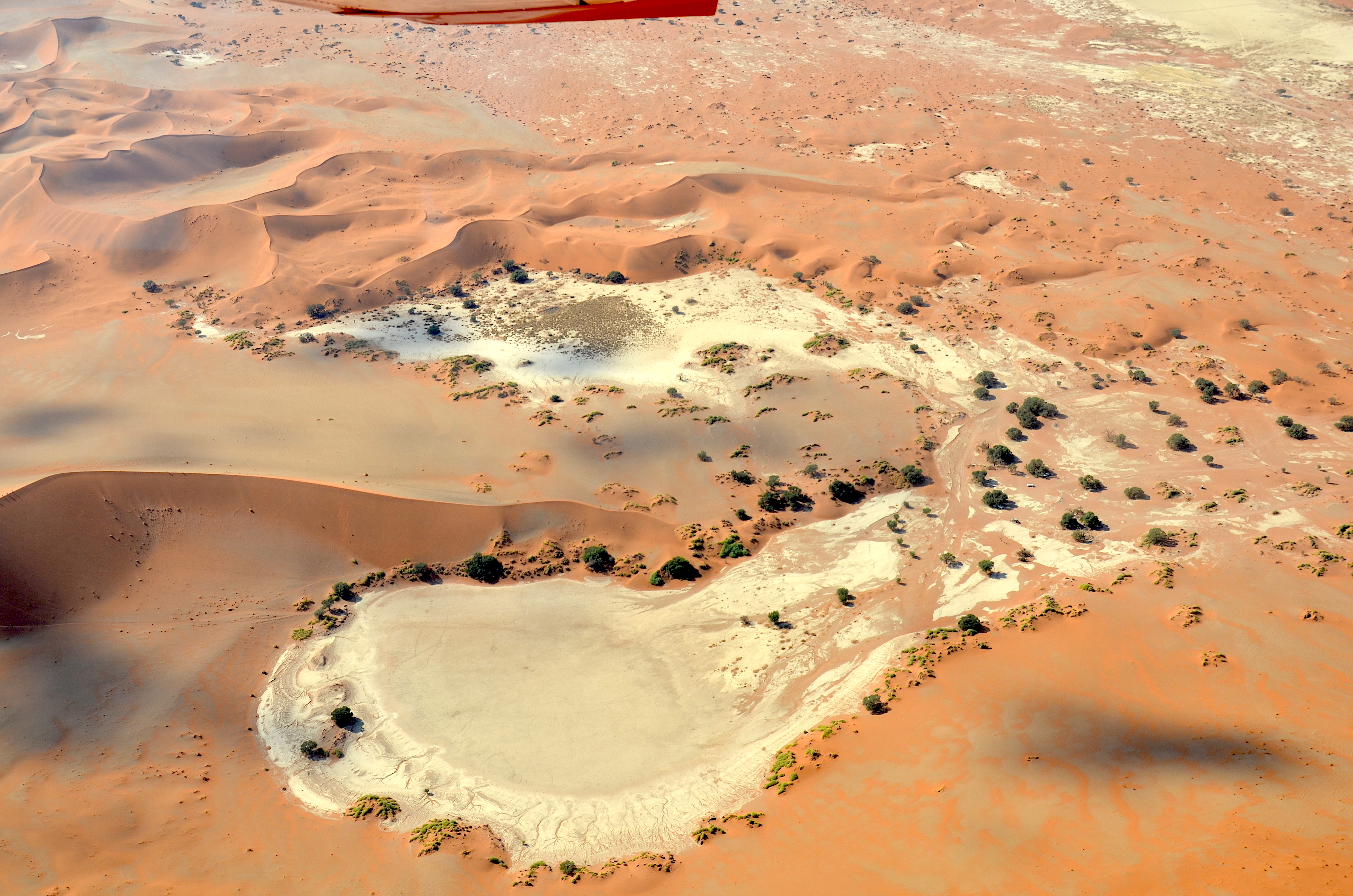
Sossusvlei aus der Vogelperspektive im Normalzustand ohne Wasser (2017)

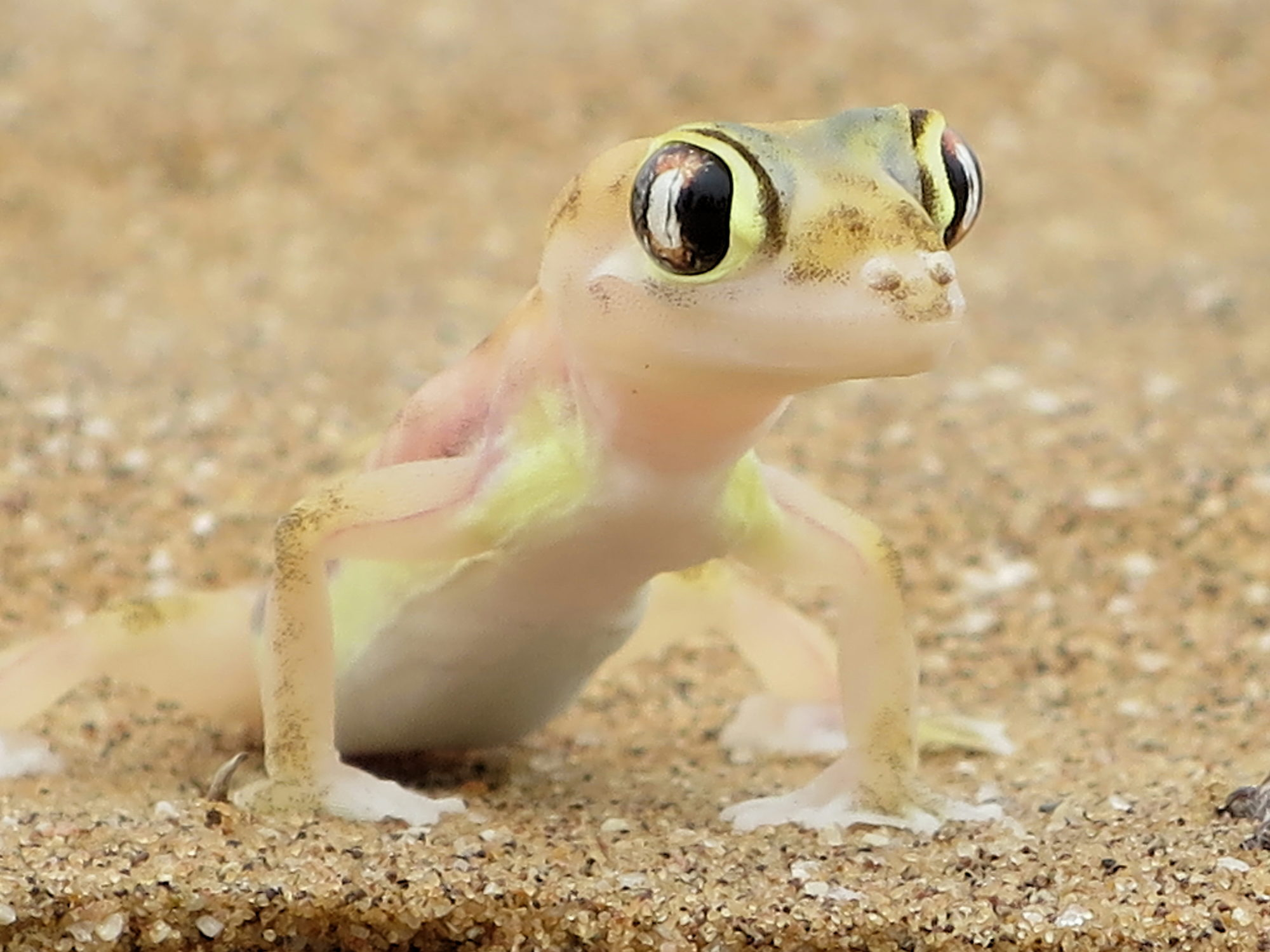
Namibgecko bei Swakopmund

Aufgrund der besonderen klimatischen Verhältnisse ist eine landwirtschaftliche Nutzung des Landes nur in beschränktem Maße möglich: im Hochland vor allem Viehzucht (im Norden eher Rinder, im Süden eher Schafe und Ziegen), im relativ regenreichen Norden auch Ackerbau. Eine Besonderheit der Namib sind die Dünen im Gebiet von Sossusvlei. Die Sterndünen gehören mit weit über 400 Metern Höhe zu den höchsten der Welt. Der Reiz dieser Dünenlandschaft liegt aber nicht allein in ihrer Höhe, sondern vor allem in ihrem vom Feuchtigkeitsgehalt und vom Sonnenstand abhängigen Farbenspiel.
Klimawandel
In Namibia wird sich auf Grund des anthropogenen Klimawandels die Durchschnittstemperatur erhöhen und es wird längere und heißere Dürrezeiten geben. Die Tiere und Pflanzen werden die Auswirkungen der Erderwärmung am meisten spüren. „Das Klima in Namibia wird sich zu einem durchgehenden Sommer verändern“, so Duncan Mitchell. Die Niederschlagsmenge wird in Namibia zudem um etwa 40 Prozent fallen. „Bei Gobabeb wird es ab dem Jahr 2050 weniger als zehn Millimeter regnen“, so Duncan Mitchell. In der Namib, wo es im Schnitt 100 Millimeter regnet, wird es dann nur noch 60 mm Regen pro Jahr geben.

### Naturschutzgebiete
In Namibia gibt es zahlreiche Naturschutzgebiete, darunter Nationalparks, Wildschutzgebiete oder Naturreservate. 2013 standen 138.163,7 km² unter staatlichem Schutz. Teils zählen die Parks zum UNESCO-Welterbe, wie zum Beispiel das Namib-Sandmeer. Unter anderem gehören zu den Nationalparks die Skelettküste, der Namib-Naukluft-Nationalpark sowie der Etosha-Nationalpark.

### Flora und Fauna

#### Fauna
In Namibia sind viele Skorpionarten der Gattung Opistophthalmus heimisch und zum Teil endemisch, ebenso der monotypische Karasbergia methueni.
Auf den Penguin Islands brüten Brillenpinguine, zudem gibt es an den Küsten Flamingos und Seebären. Webervögel, Skinke und Agamen sind im ganzen Land weit verbreitet.
Im Landesinneren, wie dem Etosha-Nationalpark, gibt es eine Vielzahl an Wildtieren, unter anderem den Spießbock, Warzenschweine, Südafrikanische Kuhantilopen, Afrikanischer Elefant, Zebras und Afrikanische Strauße.

#### Flora und Pilze
Bei Keetmanshoop gibt es diverse Köcherbaumwälder, darunter den Köcherbaumwald, bestehend aus den endemischen Köcherbäumen. Weitere verbreitete Baumarten in Namibia sind der Affenbrotbaum (Baobab), der Kameldornbaum, die Mopane, der Marula-Baum und die Makalani Palme.
Termitenpilze sind im Norden des Landes verbreitet, der Kalaharitrüffel überwiegend in der Kalahari.

#### Endemiten der Namib
In der Namib sind einige endemische Pflanzen und Tiere heimisch. Die bekannteste Pflanze der Namib ist die Welwitschie, welche auch auf dem Wappen Namibias abgebildet ist. Auch die !Nara sowie die Pflanzenarten Namibia cinerea und Namibia pomanae der Gattung Namibia sind endemisch.
Endemische Insektenarten der Namib sind Acanthoplus discoidalis, eine auch in der Kalahari vorkommende Langfühlerschrecke aus der Familie der Laubheuschrecken, der Nebeltrinker-Käfer und der Weiße Wüstenkäfer (beide aus der Familie der Schwarzkäfer).
Endemische Spinnentierarten der Namib sind Leucorchestris arenicola aus der Familie der Riesenkrabbenspinnen und die Afrikanische Radspinne. Parabuthus villosus ist ein in Südafrika und Namibia beheimateter, sehr giftiger Skorpion, den es in verschiedenen Farbvariationen gibt. Er ist einer der größten Vertreter der Gattung Parabuthus sowie auch der über 900 Arten umfassenden Familie der Buthidae.
In der Namib leben zudem die endemischen Reptilienarten Namibgecko, Zwergpuffotter und Namaqua-Chamäleon, die Amphibienart Wüstenregenfrosch sowie die Säugetierart Wüstengoldmull.
Auch sind in der Namib verwilderte Hauspferde zuhause, welche in Folge der deutschen Kolonialisierung ins Land gebracht wurden.

### Städte
Im Jahr 2023 lebten 55 Prozent der Einwohner Namibias in Städten. Die größten Städte des Landes sind:
| Stadtgemeinden, Gemeinden und Städte | Stadtgemeinden, Gemeinden und Städte | Stadtgemeinden, Gemeinden und Städte | Stadtgemeinden, Gemeinden und Städte | Stadtgemeinden, Gemeinden und Städte | Stadtgemeinden, Gemeinden und Städte | Stadtgemeinden, Gemeinden und Städte | Stadtgemeinden, Gemeinden und Städte | Stadtgemeinden, Gemeinden und Städte | Stadtgemeinden, Gemeinden und Städte |
| Rang                                 | Stadt                                | Einwohner                            | Einwohner                            | Einwohner                            | Einwohner                            | Region                               | Offizieller Status                   | Fläche in km²                        | Dichte Ew./km²                       |
| Rang                                 | Stadt                                | Zensus 1991                          | Zensus 2001                          | Zensus 2011                          | Zensus 2023                          | Region                               | Offizieller Status                   | Fläche in km²                        | Dichte Ew./km²                       |
| ------------------------------------ | ------------------------------------ | ------------------------------------ | ------------------------------------ | ------------------------------------ | ------------------------------------ | ------------------------------------ | ------------------------------------ | ------------------------------------ | ------------------------------------ |
| 1.                                   | Windhoek                             | 147.056                              | 233.529 ▲                            | 325.858 ▲                            | 486.169 ▲                            | Khomas                               | Stadtgemeinde                        | 5.133,4                              | 94,7                                 |
| 2.                                   | Rundu                                | 19.366                               | 44.413 ▲                             | 63.431 ▲                             | 118.625 ▲                            | Kavango-Ost                          | Stadt                                | 164,1                                | 722,9                                |
| 3.                                   | Walvis Bay                           | 22.999                               | 42.015 ▲                             | 62.096 ▲                             | 102.704 ▲                            | Erongo                               | Stadtgemeinde                        | 1121,1                               | 91,6                                 |
| 4.                                   | Swakopmund                           | 17.681                               | 25.442 ▲                             | 44.725 ▲                             | 75.921 ▲                             | Erongo                               | Stadtgemeinde                        | 196,3                                | 386,8                                |
| 5.                                   | Otjiwarongo                          | 15.921                               | 19.614 ▲                             | 28.249 ▲                             | 49.022 ▲                             | Otjozondjupa                         | Gemeinde                             | 139,9                                | 350,4                                |
| 6.                                   | Katima Mulilo                        | 12.829                               | 22.694 ▲                             | 28.362 ▲                             | 46.401 ▲                             | Sambesi                              | Stadt                                | 33,4                                 | 1389,3                               |
| 7.                                   | Okahandja                            | 11.040                               | 17.773 ▲                             | 22.639 ▲                             | 45.159 ▲                             | Otjozondjupa                         | Gemeinde                             | 164,2                                | 275,0                                |
| 8.                                   | Rehoboth                             | 21.439                               | 21.300 ▼                             | 28.843 ▲                             | 40.788 ▲                             | Hardap                               | Stadt                                | 649,0                                | 63,5                                 |
| 9.                                   | Gobabis                              | 8.340                                | 13.856 ▲                             | 19.101 ▲                             | 33.404 ▲                             | Omaheke                              | Gemeinde                             | 377,4                                | 88,5                                 |
| 10.                                  | Helao Nafidi                         |                                      |                                      | 19.375                               | 28.508 ▲                             | Ohangwena                            | Stadt                                | 86,5                                 | 329,6                                |

## Bevölkerung

### Demographie
Namibia ist extrem dünn besiedelt. Nach der Mongolei gilt Namibia als der am dünnsten besiedelte unabhängige Staat der Erde. Die Bevölkerung ist konzentriert auf wenige Städte und den fruchtbaren Norden des Landes. Rund 44 Prozent der Bevölkerung leben in den Regionen Omusati, Oshana, Ohangwena und Oshikoto. Ein Drittel lebt in Zentralnamibia, wo allein in Windhoek mehr als 300.000 Menschen ihren Wohnsitz haben. Im Süden des Landes leben lediglich sieben Prozent der Einwohner; der Westen und die Namib mit Ausnahme der Hafenstädte sind nahezu menschenleer. Etwa 57 Prozent der Bevölkerung leben in ländlichen Gebieten.
Insgesamt hat Namibia (Stand 2023) etwa 3,02 Millionen Einwohner. In den Jahren zwischen 1970 und 1990 hat sich die Einwohnerzahl mehr als verdoppelt, in den folgenden zehn Jahren hat sie um etwa 30 Prozent zugenommen. In der Dekade 2001 bis 2011 nahm sie um nur noch 15 Prozent zu. Zum Zwischenzensus 2016 lag sie bei 2.324.388. Das Bevölkerungswachstum lag zwischen 2011 und 2023 bei drei Prozent.
Die Anzahl der Geburten pro Frau lag 2022 statistisch bei 3,2, die der Region Ost- und Süd-Afrika betrug 4,3. Mitte der 1970er Jahre betrug der Wert noch über 6,5 Kinder pro Frau. Das derzeitige jährliche Bevölkerungswachstum liegt bei etwa 1,9 Prozent.
Die Zahl der Bürgerkriegsflüchtlinge aus Angola erreichte 2001 mit etwa 32.000 einen Höhepunkt; viele wurden nach Ende des Bürgerkriegs repatriiert. Doch ist die Grenze insbesondere bei Oshikango relativ durchlässig, sodass sie pro Jahr in beiden Richtungen von einigen 10.000 Menschen überquert wird, von denen ein Teil länger oder dauerhaft in Namibia bleibt. Die Wanderung in der entgegengesetzten Richtung ist geringer.

### Bevölkerungsstruktur
Indigene Völker in Namibia:
- San
- Damara

Weitere Ethnien in Namibia:
- Owambo
- Himba
- Nama
- Herero
- Deutschnamibier (als sog. 13. Stamm bezeichnet)
- Kavango
- Lozi
- Tswana
- Rehoboth Basters
- Afrikaaner

### Sprachen

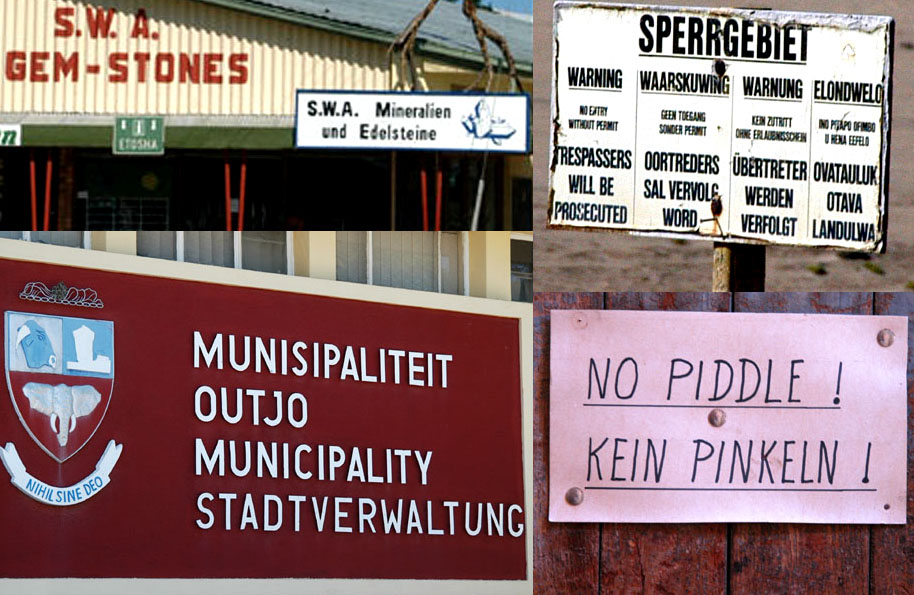
Obwohl die nationale Amtssprache Englisch ist, ist Namibia ein mehrsprachiges Land, wie diese Beispiele auf Deutsch, Afrikaans und Oshivambo zeigen.

Die heutigen Namibier sind unterschiedlicher Herkunft aus mehreren Wanderungsbewegungen zwischen dem 16. und 19. Jahrhundert im südlichen Afrika. Die Vielfältigkeit der Bevölkerung spiegelt sich in den gesprochenen Sprachen wider. Mit den Bantusprachen, den Khoisan-Sprachen und den indogermanischen Sprachen Afrikaans, Englisch, Deutsch und Portugiesisch sind drei große Sprachgruppen mit insgesamt mehr als 30 Einzelsprachen bzw. Dialekten in Namibia vertreten.
Die verbreitetsten in Namibia gesprochenen Bantusprachen sind Oshivambo, Otjiherero, RuKwangali und SiLozi. Zudem werden Setswana und weitere Bantusprachen in der Kavango-Region und der Sambesi-Region gesprochen. In Namibia gesprochene Khoisan-Sprachen sind Khoekhoegowab und die Sprachen der San (Juǀ’hoan, Naro, ǃXóõ, Khwe und !Kung). Die von den Europäern eingeführten indogermanischen Sprachen werden von einem kleinen Bevölkerungsteil als Erstsprache gesprochen, wobei besonders unter Farmarbeitern das Afrikaans als Verkehrssprache sehr verbreitet ist.
48,9 % der afrikanischen Bevölkerung (Zensus 2011) gaben an, Oshivambo als Erstsprache zu sprechen, 11,3 % Khoekhoegowab, 10,4 % Afrikaans, 8,6 % Otjiherero und 8,5 % Kavango-Sprachen. Ein großer Teil der Bevölkerung spricht Afrikaans als Zweitsprache. Von der europäischen Bevölkerung sprechen 60 % Afrikaans, 32 % Deutsch und 7 % Englisch.
Von 1884 bis 1915 war Deutsch Amtssprache in Deutsch-Südwestafrika, von 1916 bis 1920 geduldete Umgangssprache. Von 1920 an waren in Südwestafrika Englisch und Afrikaans alleinige Amtssprachen. Von 1984 bis 1990 hatte Deutsch, in den deutschen Siedlungsgebieten, den Status einer „semi-offiziellen Amtssprache“ neben Afrikaans und Englisch. Um endgültig mit der Apartheid und Fremdherrschaft abzuschließen und um keine Bevölkerungsgruppe zu bevorteilen, wurde die als „neutral“ betrachtete Sprache Englisch zur alleinigen Amtssprache erhoben. Neben der Amtssprache Englisch genießen jedoch weitere Sprachen als sogenannte Nationalsprachen eine bevorzugte Stellung.
Deutsch ist die Muttersprache von etwa 1 % (etwa 20.000–30.000) der Bevölkerung und Zweit- bzw. Drittsprache von rund 100.000 Menschen. Im täglichen Leben ist Deutsch eine wichtige Verkehrssprache vor allem in der Wirtschaft und im Tourismus.
Obwohl Englisch nur von 3,4 % der Bevölkerung als Muttersprache gesprochen wird, hat sich der Anteil derer, die fließend Englisch sprechen, seit der Unabhängigkeit erheblich erhöht. Das ist vor allem auf den konsequenten Gebrauch des Englischen in Schulen, Ämtern und Medien zurückzuführen. Jedoch unterscheidet sich das in Namibia gesprochene Englisch aufgrund des geringen Anteils an Muttersprachlern durch diverse Eigenarten von den Standardvarietäten des Englischen. So ist besonders unter der ländlichen Bevölkerung Namibias eine Pidgin-ähnliche Mischsprache entstanden, die mitunter als Namlish bezeichnet wird.
Unter den ungefähr 125.000 Weißen Namibiern sind vor allem Deutsch, Afrikaans und Englisch (bedingt auch Portugiesisch) verbreitet. Die meisten Weißen leben, abgesehen von den Farmern, in den Städten Mittel- und Südnamibias wie z. B. Windhoek, Swakopmund, Lüderitz oder Otjiwarongo.
Die portugiesische Sprache, die fünfthäufigste Sprache der Welt, wird vor allem durch den ehemaligen Bürgerkrieg in Angola von rund 110.000 Menschen in Namibia gesprochen. Außerdem leben rund 5.000 weiße Portugiesen (nach der Unabhängigkeit Angolas 1975 nach Südwestafrika gekommen) im Land. Das Land ist Beobachter der Gemeinschaft portugiesischsprachiger Länder.

### Religionen
Infolge der Missionierung während der Kolonialzeit sind rund 87 Prozent der Namibier Christen, womit das Land deutlich über dem afrikanischen Durchschnitt liegt. Von ihnen sind 50 % Lutheraner, 20 % Katholiken, 5 % Mitglieder der Niederländischen Reformierten Kirche und 5 % Anglikaner. Die restlichen Christen verteilen sich auf andere kleinere Kirchen wie beispielsweise Baptisten, Adventisten, neuapostolische Christen und die aus den USA stammende African Methodist Episcopal Church.
Die restlichen 13 % der Einwohner, insbesondere San, Himba und Caprivianer, sind Anhänger traditioneller Religionen. Der Islam spielt in Namibia eine untergeordnete Rolle, die Anzahl der Muslime in Namibia wird auf wenige Tausend geschätzt. Der größte muslimische Sakralbau des Landes ist die Quba-Moschee in der Hauptstadt. Nur etwa sieben Familien (Stand November 2015) im ganzen Land folgen dem Judentum; die Synagoge Windhoek ist die einzige aktive im ganzen Land.

### Bildung

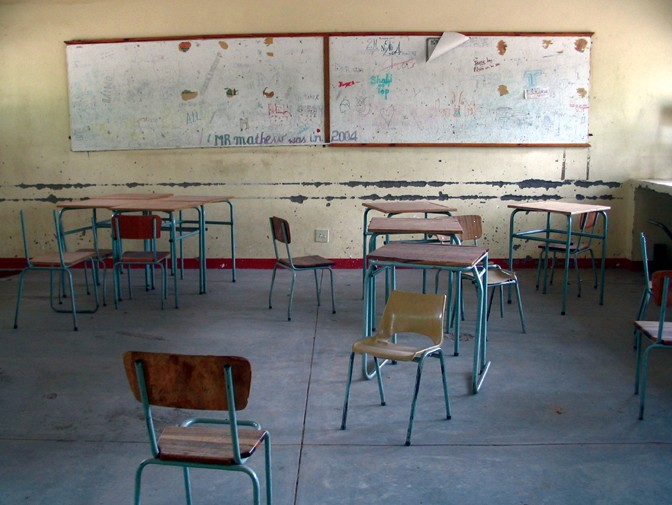
Klassenzimmer einer namibischen Regierungsschule

Das Gebäude der Deutschen Höheren Privatschule in Windhoek

Der vorschulische Bildungsbereich Namibias ist zum Großteil unter privater Trägerschaft. In den Städten gibt es Kindergärten und Vorschulen, auf dem Land wird die Vorschulbildung oft informell organisiert. Auf Farmen werden wegen der großen Entfernungen zu den nächstgelegenen Ortschaften teilweise Farmschulen eingerichtet. Die Primär- und Sekundärbildung in Namibia ist kostenlos.
Der sekundäre Bildungsbereich (Schulen, Berufsschulen und Gymnasien) wird vom Bildungsministerium geleitet. Ein umfassendes System von Berufsschulen gibt es in Namibia noch nicht. Für einzelne handwerkliche Berufe (Maurer, Klempner, Automechaniker, Schneider) gibt es Berufsschulzentren (Vocational Training Centers, VTC), vereinzelt bietet auch die Namibia University of Science and Technology berufsschulähnliche Ausbildungsrichtungen an (zum Beispiel Hotelier, Landvermesser, Buchhalter). Die meisten Berufe werden jedoch informell durch Anlernen gelehrt, ohne Lehrplan, Noten und offiziellen Abschluss.
Für Jugendliche mit Behinderung gibt es in Windhoek zwei staatlich geförderte Bildungseinrichtungen, die Dagbreek School für geistig Behinderte und den Ehafo Trust, eine berufsbildende Einrichtung für Menschen mit Behinderungen aller Art.
Der tertiäre Bildungsbereich wird von den drei tertiären Bildungseinrichtungen dominiert, der Universität von Namibia (UNAM), der Namibia University of Science and Technology (NUST) und der International University of Management. Das Studium ist kostenpflichtig, für begabte Studenten werden von privater und öffentlicher Hand Stipendien gewährt.
In Namibia stieg die mittlere Schulbesuchsdauer Überfünfundzwanzigjähriger von 5,6 Jahren im Jahr 1990 auf 7 Jahre im Jahr 2018 an. Sie ist damit eine der längsten in Afrika. Die Bildungspflicht in Namibia beträgt 7 Jahre. Die erwartete Schulbesuchsdauer der jungen Generation beträgt 12,6 Jahre.
Die Alphabetisierungsrate betrug 2018 91,5 % der erwachsenen Bevölkerung. Namibia war eines der wenigen Länder in Afrika, in denen die Rate bei Frauen höher als bei Männern war. Die Ausgaben für das Bildungswesen lagen 2018 bei 3,1 % des BIP.

### Gesundheit
Die Gesundheitsausgaben des Landes betrugen im Jahr 2021 9,4 % des Bruttoinlandsprodukts. Im Jahr 2017 praktizierten in Namibia 6 Ärztinnen und Ärzte je 10.000 Einwohner. Die Sterblichkeit bei unter 5-jährigen betrug 2022 37,9 pro 1000 Lebendgeburten.
Etwa 11,8 Prozent der Bevölkerung zwischen 15 und 64 Jahren waren 2019 mit HIV/AIDS infiziert. Anfang der 2000er Jahre lag die HIV-Rate bei etwa ein Fünftel. 2015 wurden 4,1 % der Neugeborenen durch ihre Mutter mit dem Virus angesteckt; 13 Jahre zuvor waren es noch ein Drittel. Am schwersten ist die Region Sambesi mit 22,3 %, am wenigsten Kunene mit 7,6 % betroffen. Seit Nachweis des ersten HIV-Falls in Namibia 1986 wurden mehr als 240.000 Fälle nachgewiesen. Zwischen 1990 und 2021 starben daran mehr als 119.000 Menschen im Land. Ende 2024 wurde die Zahl der Infizierten in Namibia mit knapp 230.000 angegeben, was etwa 7,5 Prozent der Bevölkerung entspricht.
Dadurch war die durchschnittliche Lebenserwartung bei Geburt deutlich gefallen. Sie lag 1990 bei etwa 62 Jahren und im Jahr 2005 nur noch bei 52 Jahren. Im Zeitraum von 2010 bis 2015 betrug sie dank der Fortschritte im Kampf gegen die AIDS-Epidemie wieder 61,8 Jahre. Bis 2019 ist sie weiter auf 63,7 Jahre gestiegen.

## Landesname
Der Name des Staates leitet sich von der Wüste Namib ab, die den gesamten Küstenraum des Landes einnimmt. Er wurde bei der Unabhängigkeit als neutrale Bezeichnung gewählt, um keines der vielen namibischen Völker zu benachteiligen. Als Schöpfer des Namens Namibia gilt Mburumba Kerina.
Am 12. Juni 1968 wurde der Name Namibia von der Generalversammlung der Vereinten Nationen anerkannt.

## Geschichte
Die trockenen Landstriche Südwestafrikas sind schon seit vielen Tausend Jahren Lebensraum und Heimat für die Völker der San und Damara. Portugiesische Seefahrer entdeckten das Land erstmals im 15. Jahrhundert für Europa. Eine nennenswerte Besiedelung blieb jedoch wegen der unwirtlichen Verhältnisse in den Küstenregionen lange Zeit aus. Im Zuge zahlreicher afrikanischer Völkerwanderungen drangen, im 17. Jahrhundert beginnend, Herero-, Nama-, Orlam- und Ovambo-Stämme ins Land ein. Erst im 19. Jahrhundert setzte eine starke Zuwanderung europäischer Siedler ein. Diese stammten vorwiegend aus Portugal, England und dem deutschen Sprachraum.
Bis 1884/85 kam das Land mit Ausnahme der Walvis Bay, welche unter britischem Einfluss blieb, unter die Herrschaft des Deutschen Reiches und wurde zur Kolonie Deutsch-Südwestafrika. Im Mai 1885 trafen die ersten deutschen Beamten ein, unter ihnen Reichskommissar Heinrich Ernst Göring. Er schloss mit Hilfe von ansässigen Missionaren mit den Herero ein Schutzbündnis. Den Herero wurde Schutz vor den Nama unter Hendrik Witbooi versprochen; im Gegenzug mussten sie sich verpflichten, den Deutschen Handelsfreiheit zu gewähren und ohne deutsche Zustimmung kein Land zu verkaufen. Als sich zeigte, dass die deutsche Verwaltung zu einem solchen Schutz nicht in der Lage war, kündigten die Herero das Abkommen und vertrieben die Beamten unter Göring. In Folge wurden etwa 20 Soldaten unter Curt von François entsandt, was kaum mehr als eine symbolische Präsenz darstellte. Curt von François ging mit diesen Soldaten mit rücksichtsloser Strenge gegen die Herero vor und brachte diese so innerhalb kürzester Zeit gegen sich auf. In der Folge mussten die „Schutztruppen“ laufend verstärkt werden.
1894 setzte der deutsche Reichstag Curt von François ab und ernannte Theodor Leutwein zum Gouverneur von Deutsch-Südwestafrika. Leutwein hatte nur ein sehr beschränktes militärisches Budget und versuchte deshalb, die deutsche Herrschaft möglichst kostengünstig und mit wenig Einsatz eigener militärischer Mittel zu festigen, indem er verschiedene einheimische Führer zur Zusammenarbeit bewog. 1897 dezimierte eine Rinderpest die großen Viehbestände der Herero. Die weißen Siedler waren viel weniger betroffen, weil sie ihr Vieh impfen konnten. Die Herero verloren mit den Viehherden die Grundlagen ihrer autonomen und autarken Lebensweise und mussten zunehmend bei den Weißen in Lohnarbeit treten.
Ziel vieler weißer Siedler war, den Hererohäuptlingen Land abzukaufen. Sie verkauften deshalb den Herero oft über mehrere Jahre auf Kredit europäische Konsumgüter. Viel später präsentierten sie dann die Rechnungen und trieben die Schulden ein, die mit Vieh und Land bezahlt werden mussten. Es kam auch vor, dass Händler Waren, an denen die Herero kein Interesse hatten, einfach in den Dörfern von den Wagen warfen und später auf Bezahlung pochten. Diese Vorgehensweisen führten zu Konflikten zwischen den Vertretern der deutschen Kolonialherrschaft und den Völkern der Kolonie. So kam es zwischen 1904 und 1908 zum Aufstand der Herero und Nama und zur Vernichtung zehntausender Herero und Nama.
Im Ersten Weltkrieg wurde das Land von den britischen Truppen Südafrikas eingenommen und mit dem Ende des Krieges vom Völkerbund 1920 als Mandatsgebiet der Südafrikanischen Union zur Verwaltung übergeben. Diese hielt das Land bis zu seiner Unabhängigkeit am 21. März 1990 trotz intensiver internationaler Bemühungen und eines zwei Jahrzehnte andauernden bewaffneten Kampfes gegen die 1960 gegründete Südwestafrikanische Volksorganisation (SWAPO) besetzt.

### Entdeckung und Besiedelung
Das Gebiet des heutigen Namibia wurde zuerst vermutlich vor 2000 (bis 2500) Jahren von den aus Zentral- oder sogar Nordafrika zugewanderten San besiedelt. Es sind zwar in Namibia Felsgravuren gefunden worden, die auf eine deutlich ältere Besiedlung als 2000 Jahre hinweisen, die Felsmalereien in Twyfelfontein sind vermutlich über 10.000 Jahre alt, jedoch können sie nicht mit der erforderlichen Sicherheit den San zugeordnet werden. Deren eindeutig zuzuordnenden Felsmalereien sind zum Teil deutlich über 1000 Jahre alt und wurden erst im 19./20. Jahrhundert gänzlich eingestellt.
Im Zuge der afrikanischen Nord-Süd-Völkerwanderung drangen zwischen dem 17. und 18. Jahrhundert aus dem Betschuanaland (heutiges Botswana) zunächst die zu den Bantustämmen gehörenden viehzüchtenden Herero, im 19. Jahrhundert dann aus der Kapprovinz die Nama und sodann aus gleicher Richtung die Afrikaner nach Namibia ein. Sie alle führten einen Vernichtungsfeldzug gegen die San und drängten diese in Richtung Osten in die Kalahari ab, wo sie auf eine Wildbeuterwirtschaft reduziert wurden. Dort leben die San auch heute noch – von den Regierungen Südafrikas, Botswanas und Namibias mehr geduldet als willkommen, da sie sich bislang hartnäckig allen „Zivilisierungsbemühungen“ widersetzen.
Die Besiedelung durch deutsche Einwanderer begann gute hundert bis hundertfünfzig Jahre nach den ersten Einwanderern der heute dort lebenden schwarzen Stämme und zweihundert Jahre nach der Besiedlung durch Niederländer, den sogenannten Buren oder Afrikaanern, am Kap und Umgebung und der Gründung Kapstadts 1652, beziehungsweise fast 400 Jahre nach der Entdeckung durch die Portugiesen (Bartolomeu Diaz, 1488) und der späteren Gründung einer Kolonie. Letztere hielt sich aber wegen zunehmender Schwierigkeiten mit den Khoi Khoi nicht und wurde nach einer Strafexpedition des portugiesischen Vizekönigs, die samt seiner Person nie zurückkehrte, aufgegeben und später von den Niederländern abgelöst.

### Deutsche Kolonialzeit bis 1915

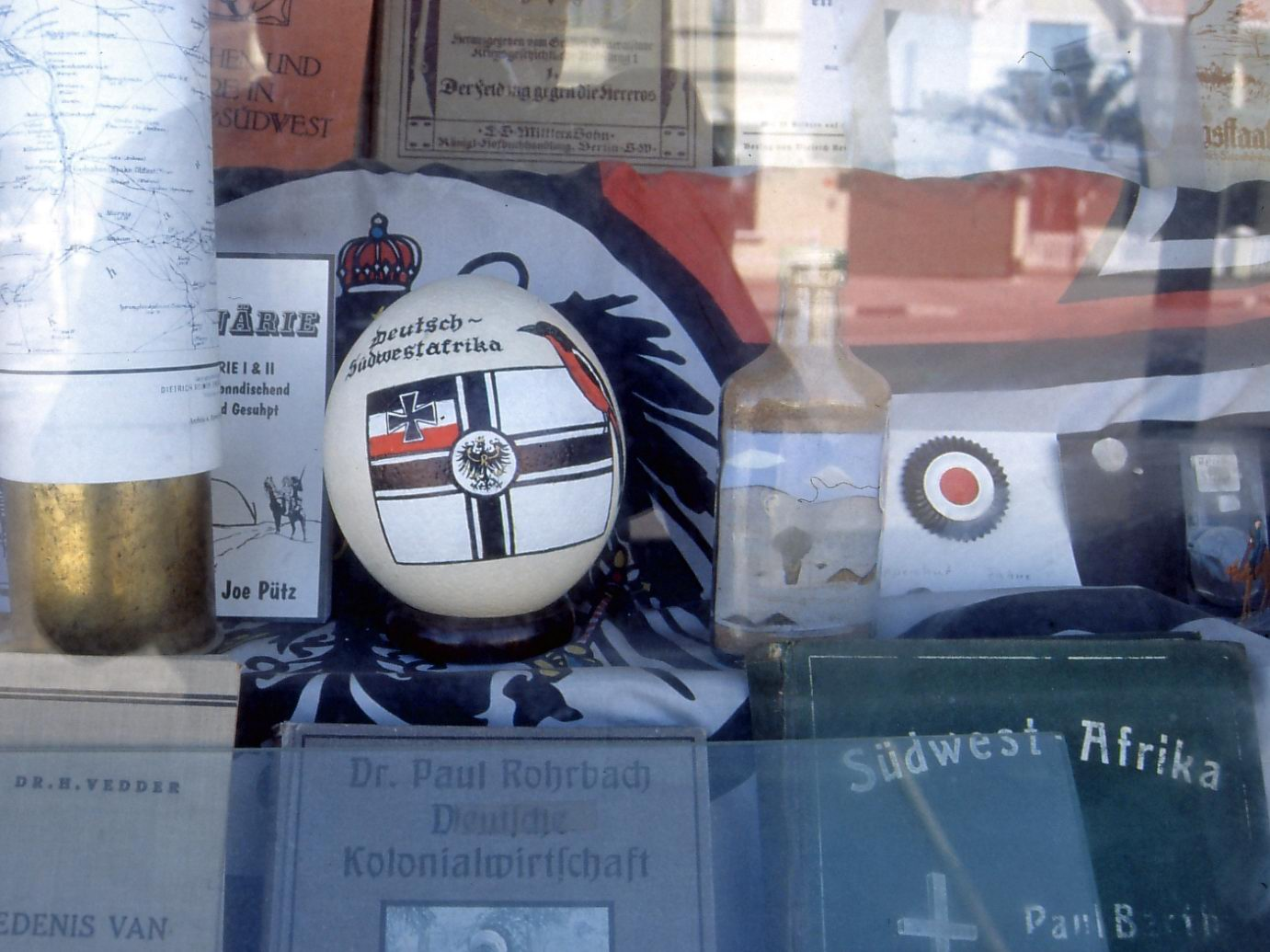
„Deutsch-Südwest“-Devotionalien in einem Schaufenster in Swakopmund

Nachdem es dem deutschen Kaufmann Franz Adolf Eduard Lüderitz gelungen war, durch Verträge mit einheimischen Stammesführern weite Landstriche zu erwerben („Lüderitzbucht“), wurde das Land vom Oranje bis zum Kunene 1884 zum „Schutzgebiet“ Deutsch-Südwestafrika und sodann zur deutschen Kolonie erklärt. Die Nachricht von sagenhaften Diamantenfunden löste geradezu eine „Goldgräberstimmung“ im kaiserlichen Deutschen Reich aus. In der Lüderitzbucht konnte man die Klippekies, wie die Diamanten bezeichnet wurden, im Sand des Strandes und im Hinterland in den Dünen der Wüste auflesen. Im Zuge dessen wurde zehn Kilometer von Lüderitz entfernt im Landesinnern die Diamantenschürferstadt Kolmannskuppe gegründet. Der davon ausgelöste Zuzug von Händlern und Farmern sowie deren Landnahme stießen auf zunehmenden Widerstand der einheimischen Herero und Nama. Das rüde Vorgehen der Siedler stieß besonders bei den Herero auf Widerstand.
Die sich Ende des 19. Jahrhunderts dramatisch verschlechternde wirtschaftliche Situation der Herero zwang sie zu weiteren Landverkäufen und schließlich zur Lohnarbeit bei deutschen Siedlern. Anhaltende Konflikte zwischen den Siedlern und der einheimischen Bevölkerung konnten durch den Kaptein der Herero Samuel Maharero und den Gouverneur Deutsch-Südafrikas Theodor Leutwein nicht gelöst werden. Es kam in der Folge zu einem deutschen Kolonialkrieg gegen die Herero und Nama, der von 1904 bis 1908 dauerte und sich zu einem Vernichtungskrieg auswuchs, der schätzungsweise 60.000 bis 70.000 Männer, Frauen und Kinder das Leben kostete.

#### Der Hererokrieg
Im Januar 1904 erfolgte ein durch Samuel Maharero geleiteter Aufstand der Herero und Nama. Mit insgesamt etwa 15.000 Mann unter Generalleutnant Lothar von Trotha wurde der Aufstand der Herero bis zum August 1904 in der Schlacht am Waterberg niedergeworfen. Der größte Teil der Herero floh daraufhin in die fast wasserlose Omaheke. Von Trotha ließ diese abriegeln und die Flüchtlinge von den wenigen dort vorhandenen Wasserstellen verjagen, so dass tausende Herero mitsamt ihren Familien und Rinderherden verdursteten. Den so in die Wüste Gejagten ließ von Trotha im sogenannten Vernichtungsbefehl mitteilen: „Die Herero sind nicht mehr deutsche Untertanen. […] Innerhalb der deutschen Grenze wird jeder Herero mit oder ohne Gewehr, mit oder ohne Vieh erschossen, ich nehme keine Weiber und keine Kinder mehr auf, treibe sie zu ihrem Volke zurück oder lasse auch auf sie schießen. […] und das Schießen auf Weiber und Kinder so zu verstehen ist, dass über sie hinweggeschossen wird, um sie zum Laufen zu zwingen. Ich nehme mit Bestimmtheit an, dass dieser Erlass dazu führen wird, keine männlichen Gefangenen mehr zu machen, aber nicht zu Grausamkeiten gegen Weiber und Kinder ausartet.“ Die Überlebenden wurden enteignet, in Konzentrationslager gesperrt und zu Zwangsarbeit gezwungen. Die Misshandlungen, unzureichende Ernährung und die schlechten hygienischen Bedingungen in diesen Lagern haben in dieser zweiten Phase des Völkermordes an den Herero zum Tod der Hälfte aller Gefangenen geführt.

#### Der Nama-Aufstand
Im Anschluss an den Hererokrieg erhoben sich im Oktober 1904 im Süden des Landes die Witbooi – ein Orlam-Stamm, der während des Hererokrieges noch auf deutscher Seite gekämpft hatte. Diesem Aufstand schlossen sich die Fransman-Nama an; nach der Kapitulation der Witbooi 1905 führten die Nama den Guerillakampf unter Simon Kooper und Jakobus Morenga bis 1908 weiter, was diesem Aufstand den Namen Namaaufstand gab.

#### Erster Weltkrieg
Die Nachricht über den Ausbruch des Ersten Weltkrieges erreichte Deutsch-Südwestafrika am 2. August über die Funkstrecke Nauen – Kamina und die sich noch im Bau befindende Großfunkstation in Windhoek. Nach Bekanntwerden des Kriegsausbruchs befahl Gouverneur Theodor Seitz am 7. August 1914 die allgemeine Mobilmachung der Truppe. Es kam zu diversen Gefechten mit den Unionstruppen Südafrikas, aber auch zu Auseinandersetzungen mit den Portugiesen in Angola. Einige Burenverbände aus Südafrika, die gegen ihre Regierung gekämpft hatten, wurden zum Teil zerschlagen und zogen sich über den Oranje zurück, um sich den deutschen Truppen anzuschließen. Zu Beginn des Krieges gelang es deutschen Truppen, den Südafrikanern schwere Verluste beizufügen, doch sie verloren an Boden und mussten schließlich aufgeben.
Am 9. Juli 1915 unterzeichneten der Kommandeur der Schutztruppe, Oberstleutnant Franke, sowie der kaiserliche Gouverneur Seitz und der Generaloberkommandeur der Südafrikanischen Union Louis Botha einen Waffenstillstandsvertrag, der einer Kapitulation gleichkam.

### Südafrikanische Verwaltung
Deutsch-Südwestafrika wurde während des Ersten Weltkrieges von Südafrika besetzt und durch Beschluss des Völkerbundes 1920 der Südafrikanischen Union als Mandatsgebiet zugeteilt. Der südafrikanischen Verwaltung gelang es in den Folgejahren, den ehemals starken deutschen Einfluss nachhaltig zu reduzieren und Namibia zu „südafrikanisieren“ – einschließlich der Ausdehnung der Apartheidspolitik auf das Mandatsgebiet. Namibias weißen Wählerinnen und Wählern wurde von 1947 bis 1977 eine Vertretung im südafrikanischen Parlament garantiert. Südafrikas Verhalten löste nach dem Zweiten Weltkrieg zahlreiche, allerdings vergebliche Versuche der UNO aus, Südafrika das ehemalige Völkerbundmandat zu entziehen; dies wurde vor der UNO-Vollversammlung gefordert, da Südafrika nicht seinen Informationspflichten über das Gebiet gegenüber dem Gremium nachkam. Erst nachdem der Internationale Gerichtshof in Den Haag 1971 die südafrikanische Verwaltung für illegal erklärt hatte, war Südafrika 1972 bereit, Südwestafrika nach einer angemessenen Übergangszeit in die Unabhängigkeit zu entlassen.
Das Verhalten Südafrikas war aber auch in Südwestafrika selbst auf zunehmenden und aus dem Kreis der internationalen Staatengemeinschaft unterstützten Widerstand gestoßen. Die Entscheidung des Internationalen Gerichtshofes verlieh diesem Widerstand die gewünschte Legitimation, was letztlich sogar dazu führte, dass die mehrheitlich von den Ovambo getragene und mit vermuteter Finanzunterstützung aus der Sowjetunion operierende Unabhängigkeitsbewegung Südwestafrikanische Volksorganisation (SWAPO) 1973 von der UNO das Alleinvertretungsrecht für Namibia zuerkannt bekam. Unter großem Druck ermöglichte Südafrika 1978 Wahlen zu einer konstituierenden Versammlung, in der Schwarze ebenfalls wählen durften. Die Hauptoppositionsgruppe, die einen sehr starken Frauenflügel hatte, boykottierte die Wahlen.
Die propagandistisch vorgetragene Befürchtung der Apartheidspolitiker Südafrikas, möglicherweise einen kommunistisch regierten oder sozialistischen Nachbarstaat zu bekommen, rechtfertigte für sie einen Jahrzehnte dauernden asymmetrischen Krieg gegen in- sowie ausländische Apartheidsgegner und Befreiungsbewegungen in Namibia und Angola. Pieter Willem Botha nutzte am 6. September 1978 die krankheitsbedingte Abwesenheit von Premierminister Vorster, um als damaliger Verteidigungsminister auf dem Parteitag der Nasionale Party in Bloemfontein vor der Übernahme des Gebiets von South West Africa durch eine 7500 Mann starke UN-Einsatzgruppe und der so möglichen Etablierung der „marxistischen Feindesmacht“ durch die SWAPO, die in einen „Marxisten-Staat“ an den Grenzen zu Südafrika münden könne, zu warnen.
Der Krieg endete 1988 mit dem Waffenstillstand zwischen Südafrika und Angola und der sich daran anschließenden Vorbereitung von Wahlen in Namibia. Der größte Teil der über 60.000 Flüchtlinge, die 1963–1989 in SWAPO-Camps in Angola, Sambia und Tansania gelebt hatten, wurde nach 1990 repatriiert. Sie wurden von vielen angolanischen Bürgerkriegsflüchtlingen begleitet.
Bei den Wahlen vom 7. November 1989 galt erstmals für Frauen und Männer das allgemeine aktive und passive Wahlrecht. Damit war das Frauenwahlrecht erreicht.

### Unabhängigkeit

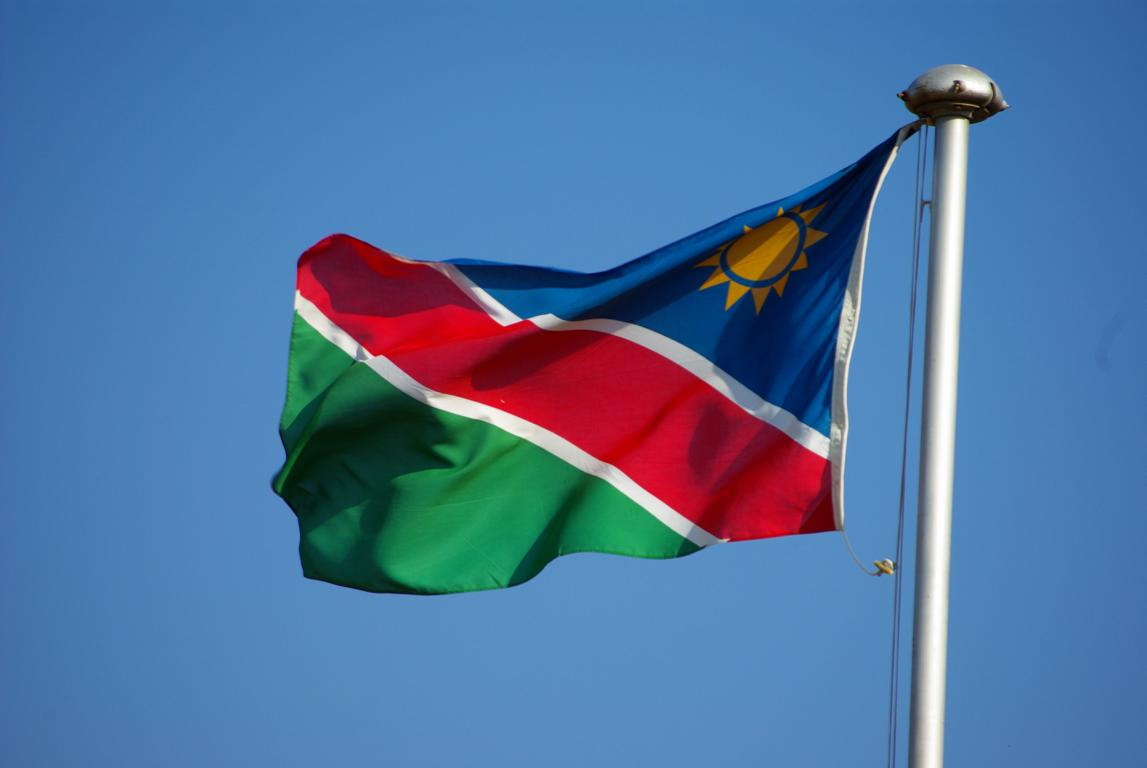
Flagge Namibias

Am 21. März 1990 erhielt Namibia, nach 106-jähriger Fremdbestimmung, seine Unabhängigkeit. Das allgemeine Wahlrecht für Erwachsene wurde Teil der Verfassung. Nach der Unabhängigkeit regierte der SWAPO-Führer Sam Nujoma als mit deutlicher Mehrheit gewählter Präsident das Land in drei Amtsperioden. Die demokratischen Oppositionsparteien, unter anderem auch die Demokratische Turnhallenallianz (DTA), blieben untereinander zerstritten. Eine weitere Amtsperiode war nach der namibischen Verfassung nicht möglich, so dass 2004 der bisherige Minister für Landfragen, Hifikepunye Pohamba – ebenfalls Ovambo und SWAPO-Mitglied – zum zweiten Präsidenten gewählt wurde. Am 21. März 2005 wurde er, im Beisein mehrerer afrikanischer Präsidenten, in Windhoek vereidigt. Nach zwei Amtsperioden Pohambas übernahm Hage Geingob das Amt des Staatspräsidenten. Er wurde durch seinen Tod am 4. Februar 2024 frühzeitig durch Nangolo Mbumba abgelöst. Seit dem 21. März 2025 ist Netumbo Nandi-Ndaitwah, die erste Frau im Amt des Staatspräsident von Namibia.

## Politik

### Politisches System
Namibia ist seit 1990 eine Republik mit einem semipräsidentiellen Regierungssystem. Die Abstimmung hierüber fand 1989 statt, was man auch als Beginn der Unabhängigkeit sehen kann. Staatsoberhaupt ist der Präsident, der alle fünf Jahre neu gewählt wird. Die Namibische Regierung besteht aus einem Premierminister, der zusammen mit dem Kabinett vom Präsidenten ernannt wird. Das Parlament Namibias besteht aus zwei Kammern. Die eine Kammer ist der Nationalrat mit 42 Sitzen (bis 2013 26 Sitze). Jede der 14 Verwaltungsregionen (bis 8. August 2013 13) entsendet alle fünf Jahre drei (bis August 2013 zwei) Vertreter. Die andere Kammer ist die Nationalversammlung mit 104 (bis August 2013 78) Sitzen, von denen 96 in allgemeiner Wahl gewählt und acht vom Präsidenten bestimmt werden. Die Amtszeit beträgt fünf Jahre.
Nach Sam Nujoma und Hifikepunye Pohamba war Hage Geingob, seit 21. März 2015 bis zu seinem Tod im Amt am 4. Februar 2024, der dritte Präsident Namibias. Seitdem steht Nangolo Mbumba als Interimspräsident verfassungsgemäß an der Spitze Namibias. Bei der Präsidentschaftswahl 2024 gewann Netumbo Nandi-Ndaitwah mit rund 57 % die Wahl und trat das Amt der Staatspräsidentin am 21. März 2025 als erste Frau an.
Auf regionaler und lokaler Ebene werden den traditionellen Führern in Namibia bestimmte Rechte eingeräumt. Die namibische Verfassung war auch eine der ersten weltweit, die den Umweltschutz als ein vorrangiges Staatsziel mit aufgenommen hat, welcher seitdem durch das Ministerium für Umwelt und Tourismus koordiniert wird.

### Recht
Eine eigenständige namibische Rechtskultur hat sich bis heute nicht entwickelt. Aus historischen Gründen besteht das namibische Recht somit im Wesentlichen aus dem übernommenen Recht Südafrikas, d. h. dem Roman-Dutch Law als Mischsystem zwischen common law und römischem Recht.
Die Nationalversammlung ist das Legislativorgan, das heißt Gesetze können nur von ihr erlassen werden. Der Nationalrat hat lediglich eine beratende Funktion, um den Belangen der einzelnen Regionen ausreichendes Gehör zu schenken. Das höchste Gericht Namibias ist der Supreme Court, dessen Richter vom Präsidenten eingesetzt werden.

### Politische Indizes
| Name des Index                     | Indexwert    | Weltweiter Rang | Interpretationshilfe | Jahr |
| ---------------------------------- | ------------ | --------------- | --- | ---- |
| Fragile States Index               | 59,3 von 120 | 109 von 179     | Stabilität des Landes: stabil 0 = sehr nachhaltig / 120 = sehr alarmierend Rang: 1 = fragilstes Land / 179 = stabilstes Land | 2024 |
| Demokratieindex                    | 6,48 von 10  | 58 von 167      | Unvollständige Demokratie 0 = autoritäres Regime / 10 = vollständige Demokratie                                              | 2024 |
| Freedom in the World Index         | 77 von 100   | —               | Freiheitsstatus: frei 0 = unfrei / 100 = frei                                                                                | 2024 |
| Rangliste der Pressefreiheit       | 74,2 von 100 | 34 von 180      | Zufriedenstellende Lage für die Pressefreiheit 100 = gute Lage / 0 = sehr ernste Lage                                        | 2024 |
| Korruptionswahrnehmungsindex (CPI) | 49 von 100   | 59 von 181      | 0 = sehr korrupt / 100 = sehr sauber                                                                                         | 2024 |

### Außenpolitik
Leitlinie der Außenpolitik des Landes ist es laut Präsident Hage Geingob, „keine Feinde und nur Freunde“ zu haben. Das Land versucht dabei ausgewogene diplomatische Beziehungen zu haben und fühlt sich aufgrund seiner eigenen Geschichte der multilateralen Zusammenarbeit verpflichtet. Wichtigster außenpolitischer Bezugspunkt ist für Namibia der große Nachbar Südafrika, der der mit Abstand wichtigste Handelspartner des Landes ist. Mit Südafrika sowie Botswana, Lesotho und Eswatini ist Namibia durch die Zollunion des Südlichen Afrika (Southern African Customs Union, SACU) verbunden. Der namibische Dollar ist im Verhältnis 1:1 an den südafrikanischen Rand gekoppelt. Das Land ist zudem Mitgliedsstaat der Afrikanischen Union, Southern African Development Community (SADC), die eine vertiefte Integration des südlichen Afrikas zum Ziel haben. Neben der regionalen Zusammenarbeit sind die Mitgliedsbeziehungen im Commonwealth of Nations sowie Beziehungen zur Europäischen Union, der Volksrepublik China, den Vereinigten Staaten und Nordkorea von Bedeutung.
Deutschland pflegt aufgrund der gemeinsamen Kolonialgeschichte (1884–1915) und der daraus erwachsenden besonderen Verantwortung Deutschlands sowie der deutschsprachigen Minderheit im Land äußerst intensive Beziehungen zu Namibia. In den letzten zwei Jahrzehnten hat Deutschland in Namibia Entwicklungshilfe in Höhe von ca. 1 Mrd. Euro geleistet (höchste deutsche Leistung pro Kopf in Afrika). Das deutsch-namibische Sonderverhältnis kam zum Ausdruck in zahlreichen weiteren hochrangigen politischen Kontakten auf Regierungsebene. Dazu zählen u. a. die Besuche von Bundeskanzler Kohl (1995) und Bundespräsident Herzog (1998) in Namibia sowie die Deutschland-Besuche von Staatspräsident Nujoma (1996 und 2002) und Staatspräsident Pohamba (2005). Bundespräsident a. D. Köhler vertrat die Bundesrepublik Deutschland bei den Feierlichkeiten anlässlich des 25. Jahrestags der Unabhängigkeit Namibias und Amtseinführung des neuen Präsidenten Geingob im Jahr 2015. Jedes Jahr besuchen knapp 100.000 deutsche Touristen das Land, weshalb die Deutschen die größte außerafrikanische Touristengruppe sind und für das Land eine hohe wirtschaftliche Bedeutung einnehmen.

### Verteidigung
Die Namibian Defence Force (NDF) wurde nach der Unabhängigkeit Namibias 1990 gegründet. Die Verfassung Namibias (Kapitel 15) legt die Grundzüge der NDF als „Verteidiger des Territoriums und der nationalen Interessen“ fest. Die Streitkräfte sind somit im In- und Ausland rechtlich einsetzbar. Die Hauptaufgabe ist die Sicherung der Souveränität und der territorialen Unabhängigkeit Namibias durch Schutz gegen ausländische Angreifer. Zudem kann die NDF zur Unterstützung von zivilen Aufgaben eingesetzt werden, zum Beispiel im Falle von Naturkatastrophen aber auch zum Schutz von Regierungsgebäuden.
Namibia gab 2017 knapp 3,4 Prozent seiner Wirtschaftsleistung oder 434 Millionen US-Dollar für seine Streitkräfte aus.

### Verwaltungsgliederung

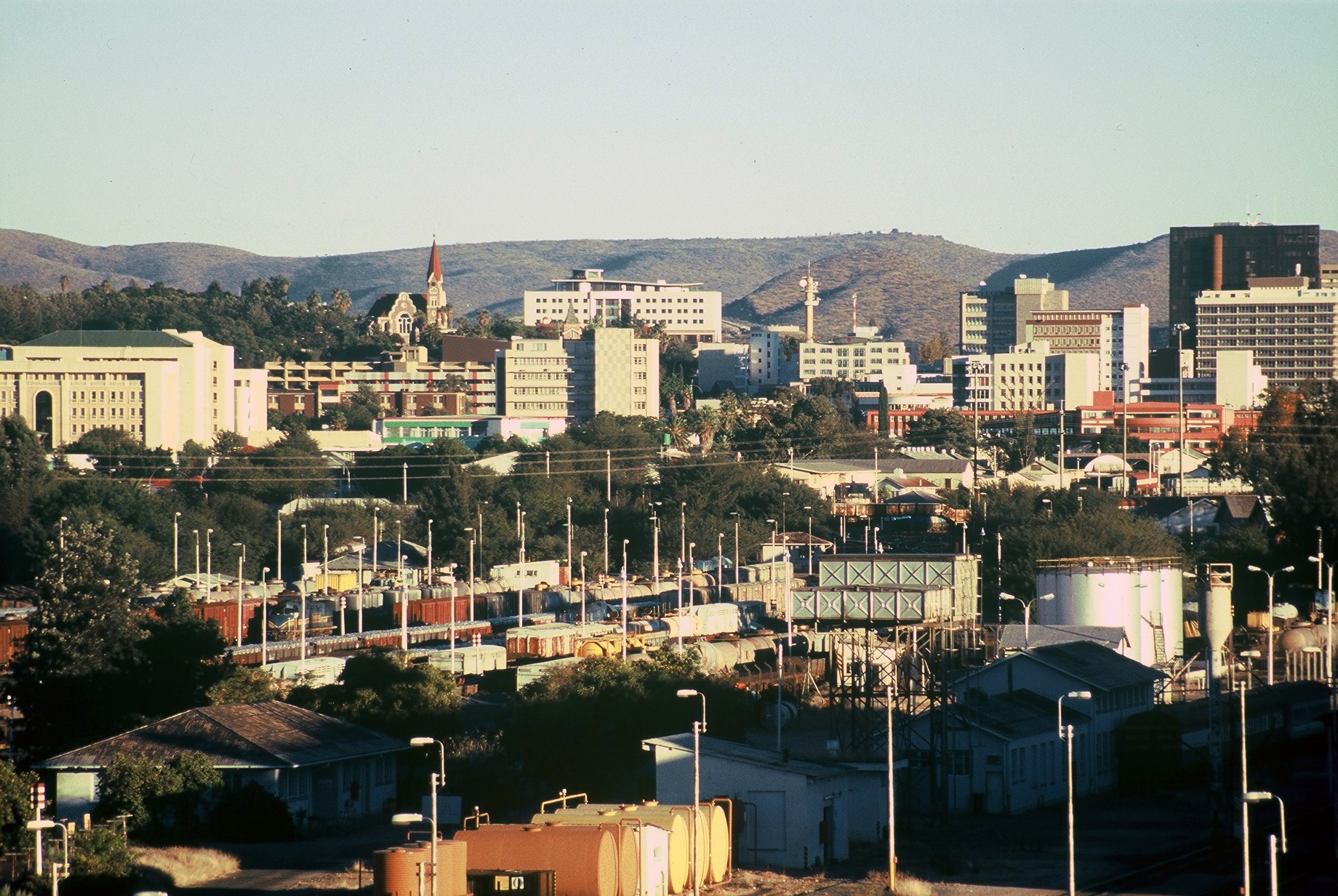
Windhoek, die Hauptstadt Namibias

Namibia ist in vierzehn Regionen eingeteilt. Jede Region wird von einem Regionalrat (regional council) regiert, und je nach Größe der Region, weiter in sechs bis zwölf Wahlkreise (constituencies) unterteilt. Insgesamt gibt es 121 Wahlkreise.
Die Kommunen gliedern sich in Gemeinden (Stand Mai 2015: 17), Städte, Dörfer und Siedlungen. 2016 lebten 47,6 % der Bevölkerung in Städten oder städtischen Räumen. Windhoek, die Hauptstadt Namibias, ist die mit Abstand bevölkerungsreichste und wirtschaftlich wichtigste Stadt in Namibia. Die größten Städte sind (Stand Zensus 2011):
1. Windhoek: 325.858 Einwohner
2. Rundu: 63.431 Einwohner
3. Walvis Bay: 63.431 Einwohner
4. Swakopmund: 44.725 Einwohner
5. Oshakati: 36.541 Einwohner
6. Rehoboth: 28.843 Einwohner
7. Katima Mulilo: 28.362 Einwohner
8. Otjiwarongo: 28.249 Einwohner

## Wirtschaft

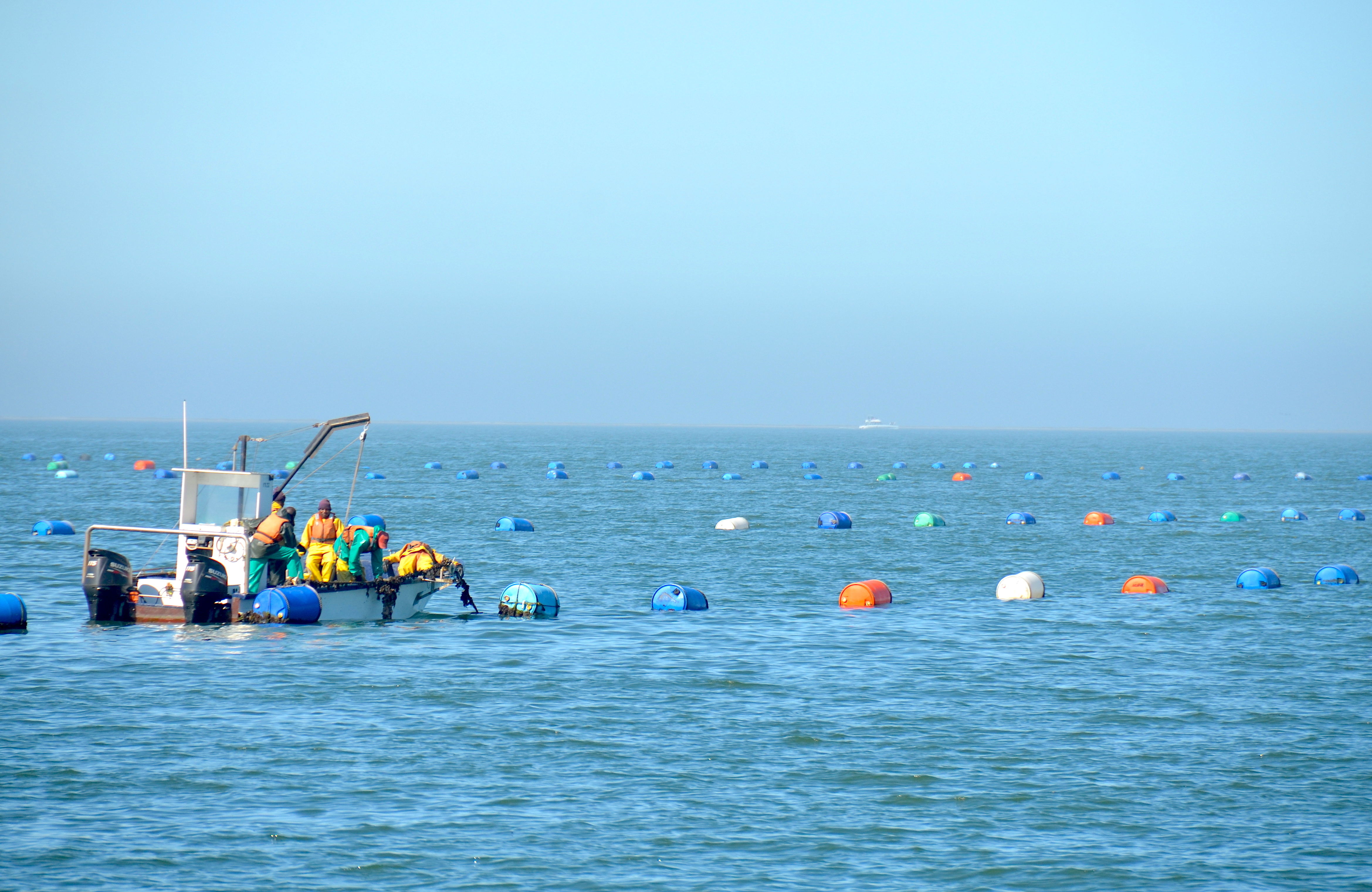
Austernzucht bei Walvis Bay

Namibia besitzt eine größtenteils marktwirtschaftlich orientierte Wirtschaftsordnung. Die Hauptwirtschaftszweige sind Bergbau, Fischfang und -verarbeitung sowie Landwirtschaft und Tourismus.
Namibia ist Mitglied der Southern African Customs Union (SACU) (Namibia, Lesotho, Eswatini, Südafrika und Botswana), deren Verrechnungseinheiten faktisch auch eine Währungsunion bedingen.
Obwohl das Land zu den reicheren Staaten Afrikas zählt, ist die Arbeitslosigkeit in Namibia hoch (34,1 Prozent im Jahr 2018.) Aufgrund der niedrigen Löhne einerseits und der sehr unvollkommenen steuerlichen Erfassung des Einkommens andererseits zahlten 2007 nur knapp 134.000 Einwohner Namibias Steuern. Nach dem Gini-Koeffizienten belegt Namibia weltweit einen der letzten Plätze und weist demnach eine sehr ungleiche Einkommensverteilung auf. Korruption stellt vor allem in der öffentlichen Auftragsvergabe ein Hindernis für ausländische Investoren dar. Namibia ist 2011 der Aufstieg in die Gruppe der „upper middle income countries“ (Länder mit höherem mittleren Einkommen) der Vereinten Nationen gelungen.
Daneben spielen die Fischerei und der Tourismus eine immer größere Rolle. Dagegen ist die verarbeitende Industrie in Namibia nur schwach ausgeprägt, so dass ein großer Teil der Konsumgüter und Maschinen eingeführt werden muss.
Im Global Competitiveness Index, der die Wettbewerbsfähigkeit eines Landes misst, belegt Namibia Platz 89 von 137 Ländern (Stand 2017/18). Der Index für wirtschaftliche Freiheit 2024 des Landes war der 96 höchste von 176 Ländern.
Das größte Privatunternehmen Namibias ist Ohlthaver & List, mit Sitz in der Landeshauptstadt Windhoek. Die Wertpapierbörse des Landes ist die Namibia Securities Exchange.
| Jahr                                    | 2010  | 2015   | 2016   | 2017   | 2018  | 2019   | 2020   | 2021  | 2022   | 2023   |
| --------------------------------------- | ----- | ------ | ------ | ------ | ----- | ------ | ------ | ----- | ------ | ------ |
| BIP in Mrd. USD (Kaufkraftparität)      | 17,4  | 24,4   | 24,6   | 24,8   | 25,4  | 25,5   | 25,5   | 27,3  | 30,8   | 33,2   |
| BIP pro Kopf in USD (Kaufkraftparität)  | 8.312 | 10.401 | 10.226 | 10.026 | 9.993 | 9.746  | 9.497  | 9.852 | 10.801 | 11.350 |
| BIP-Wachstum (real)                     | 6,0 % | 4,3 %  | 0,0 %  | −1,0 % | 1,1 % | −0,8 % | −8,1 % | 3,6 % | 5,4 %  | 4,2 %  |
| Inflation (in Prozent)                  | 4,9 % | 3,4 %  | 6,7 %  | 6,1 %  | 4,3 % | 3,7 %  | 2,2 %  | 3,6 % | 6,1 %  | 5,9 %  |
| Staatsverschuldung (in Prozent des BIP) | 16 %  | 42 %   | 46 %   | 44 %   | 49 %  | 58 %   | 64 %   | 70 %  | 70 %   | 66 %   |

### Verteilung
Aufgrund der bewegten Geschichte Namibias ist es, neben Südafrika und Botswana, eines der Länder mit der ungerechtesten Einkommensverteilung.
Obwohl die Deutschnamibier nur 0,9 % (um die 20.000 Personen) der Gesamtbevölkerung ausmachen, tragen sie einen großen Teil zur Wirtschaft bei und besitzen große Farmen in Namibia.
18 Prozent der Bevölkerung leben unter der namibischen Armutsgrenze (Stand November 2016), gegenüber 28,7 Prozent 2009.

### Landwirtschaft
Die Landwirtschaft spielt traditionell eine große Rolle. Neben Subsistenzwirtschaft exportiert Namibia auch große Mengen an Fleisch und tierischen Produkten. Die Landwirtschaft ist neben dem Staat der größte Arbeitgeber des Landes.
Für die Kultivierung sind unter anderem die Nutzpflanzen Perlhirse, Mais und der Anbau der Luzerne in der Kalahari von Bedeutung.

### Bergbau und Industrie

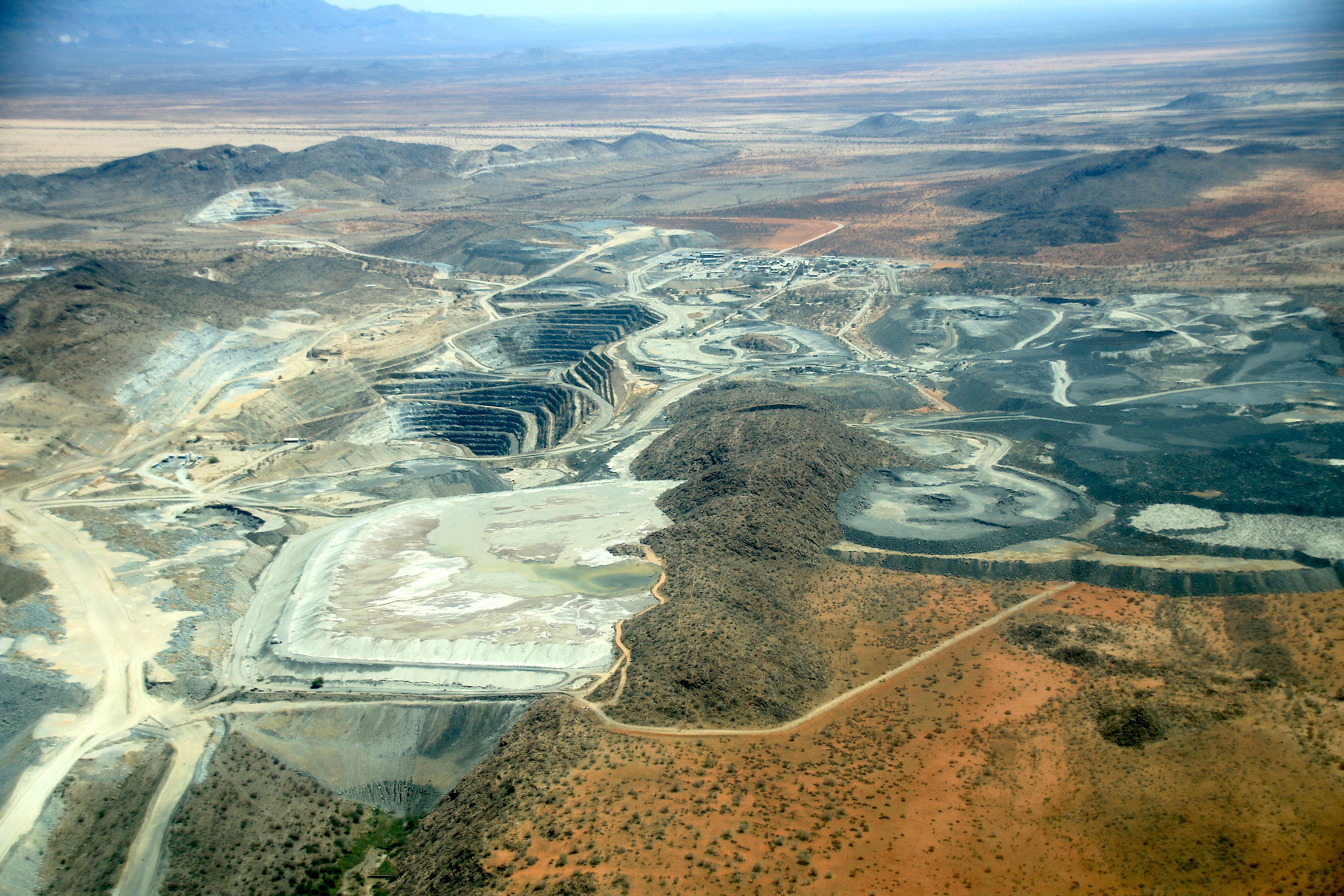
Navachab-Goldbergwerk bei Karibib

Die „Kristallgalerie“ in Swakopmund

Etwa 12 Prozent des Bruttoinlandsprodukts (BIP; Stand 2012) von Namibia wird vom Bergbau erwirtschaftet. Rohstoffe Namibias sind vor allem Uran und Diamanten, daneben werden auch große Mengen Kupfer, Gold, Blei und Zinn gefördert. Berühmt ist das Diamantensperrgebiet um Lüderitz. Die größte Uranmine der Welt ist die Rössing-Mine nordöstlich von Swakopmund. Ein bedeutendes Kupfervorkommen befindet sich bei Tsumeb, und die ehemals weltgrößte Zinnmine befand sich in Uis. 2021 wurde mit Hyphen Hydrogen Energy ein namibisches Unternehmen gegründet, das ein großes Wasserstoffprojekt in Namibia realisieren soll, um zukünftig Wasserstoff zu produzieren.
Große Erdölvorkommen vor der Küste wurden 2023 nachgewiesen.

### Tourismus

Naturschutzgebiete oder Erholungsgebiete

Die Größe des Landes, seine vielfältigen Landschaftsformen und sein Tierreichtum hatten bereits Südwest-Afrika in den 1950er Jahren zu einem interessanten Reisegebiet werden lassen – zunächst vor allem für die benachbarten südafrikanischen Touristen, die hier unberührte Natur und unendlich erscheinende Weite fanden. Zudem stand Namibia damals unter südafrikanischer Verwaltung, so dass es für die zu dieser Zeit isolierten Südafrikaner keinerlei Einreise- und Aufenthaltshürden gab.
2011 trug der Tourismus 11 % zum BIP bei und ist damit der zweitwichtigste Wirtschaftszweig des Landes. Es wurden mehr als 11 Milliarden Namibia-Dollar umgesetzt.
Sehenswürdigkeiten
Sehenswürdigkeiten sind unter anderem das Namib-Sandmeer, der Etosha-Nationalpark, Swakopmund, Twyfelfontein, das Brandbergmassiv, der Waterberg, die Spitzkoppe und Fingerklippe, die Epupa und Ruacanafälle sowie der Fischfluss-Canyon.

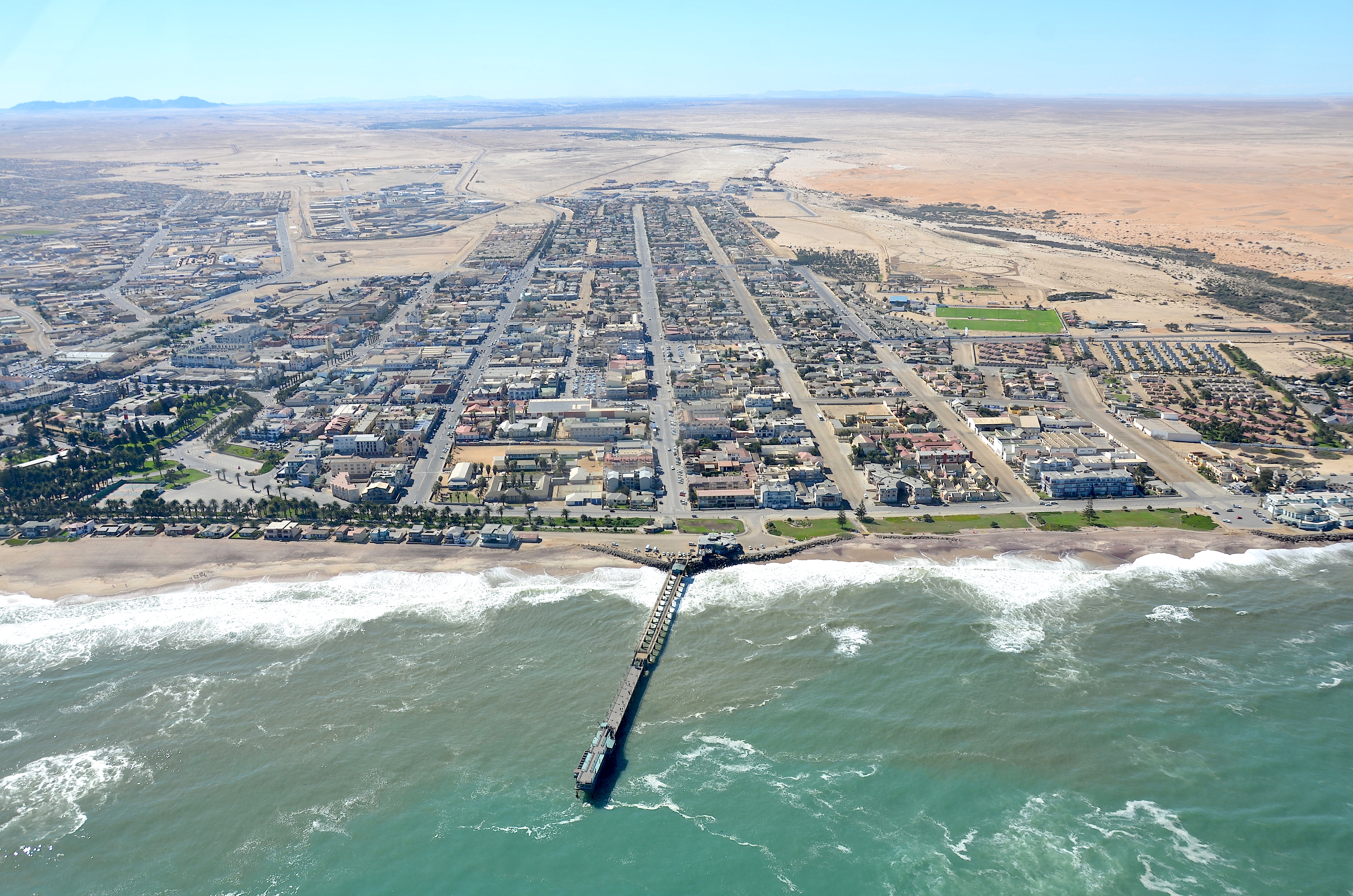
Swakopmund
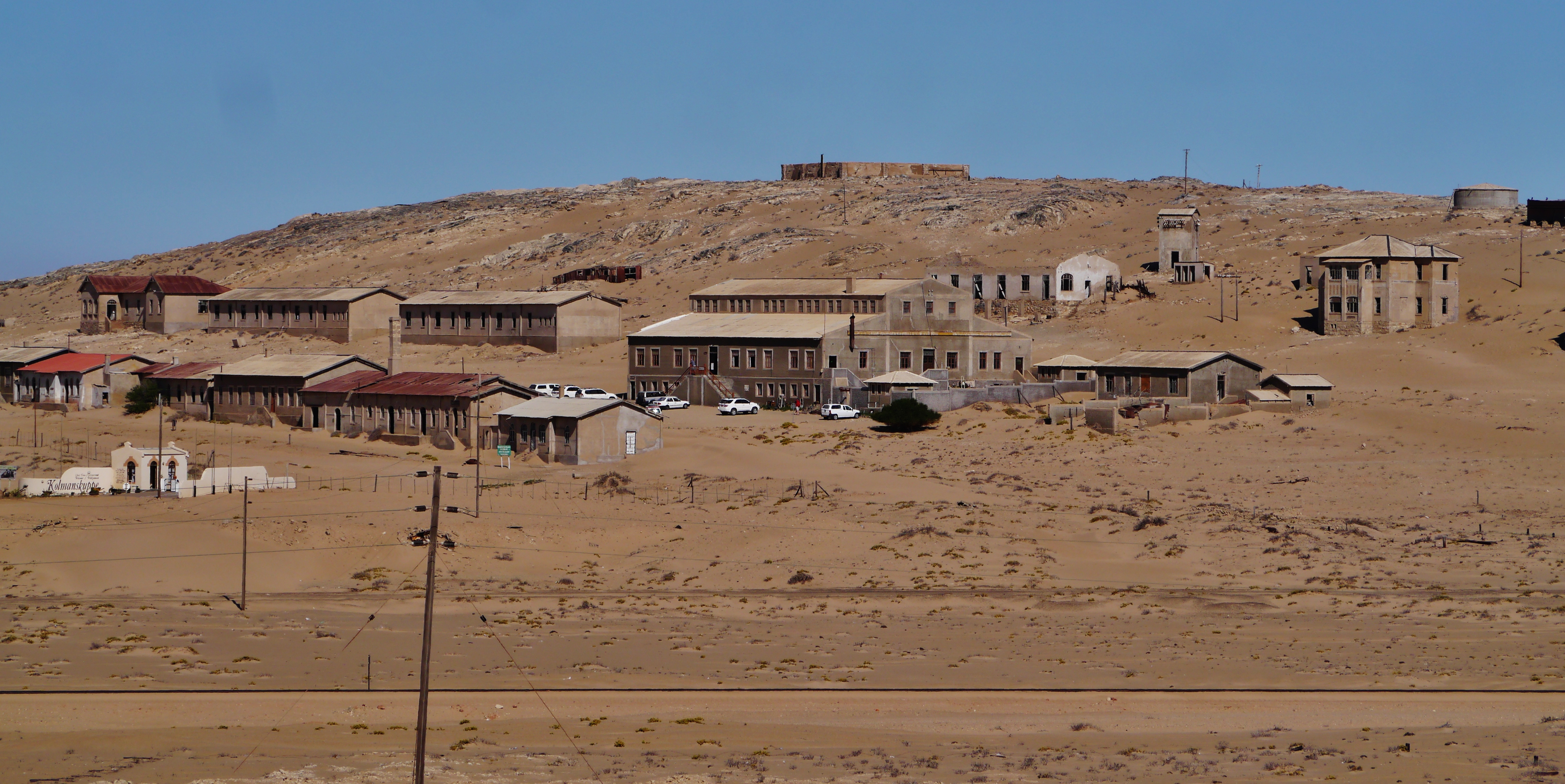
Geisterstadt Kolmannskuppe
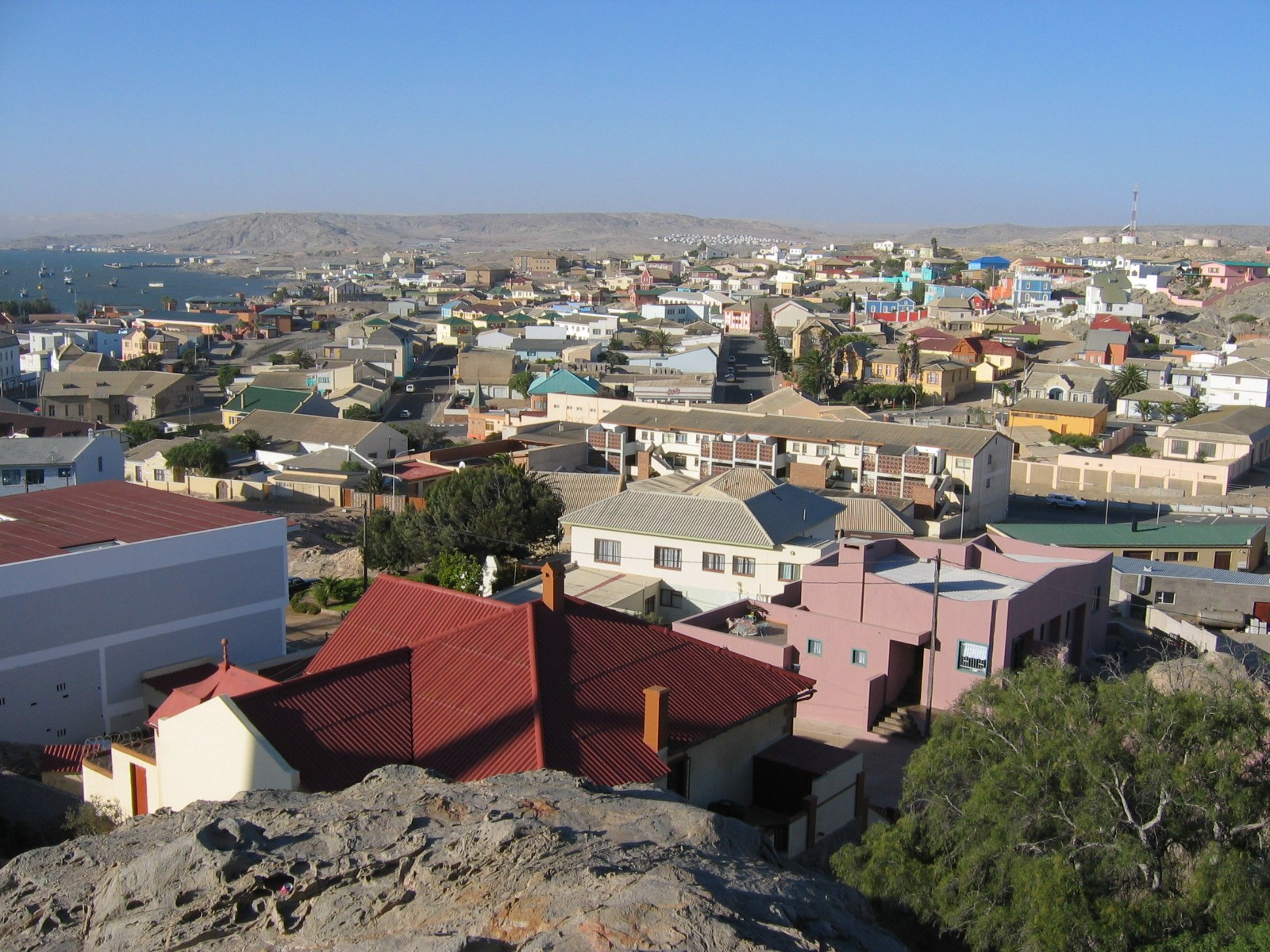
Lüderitz
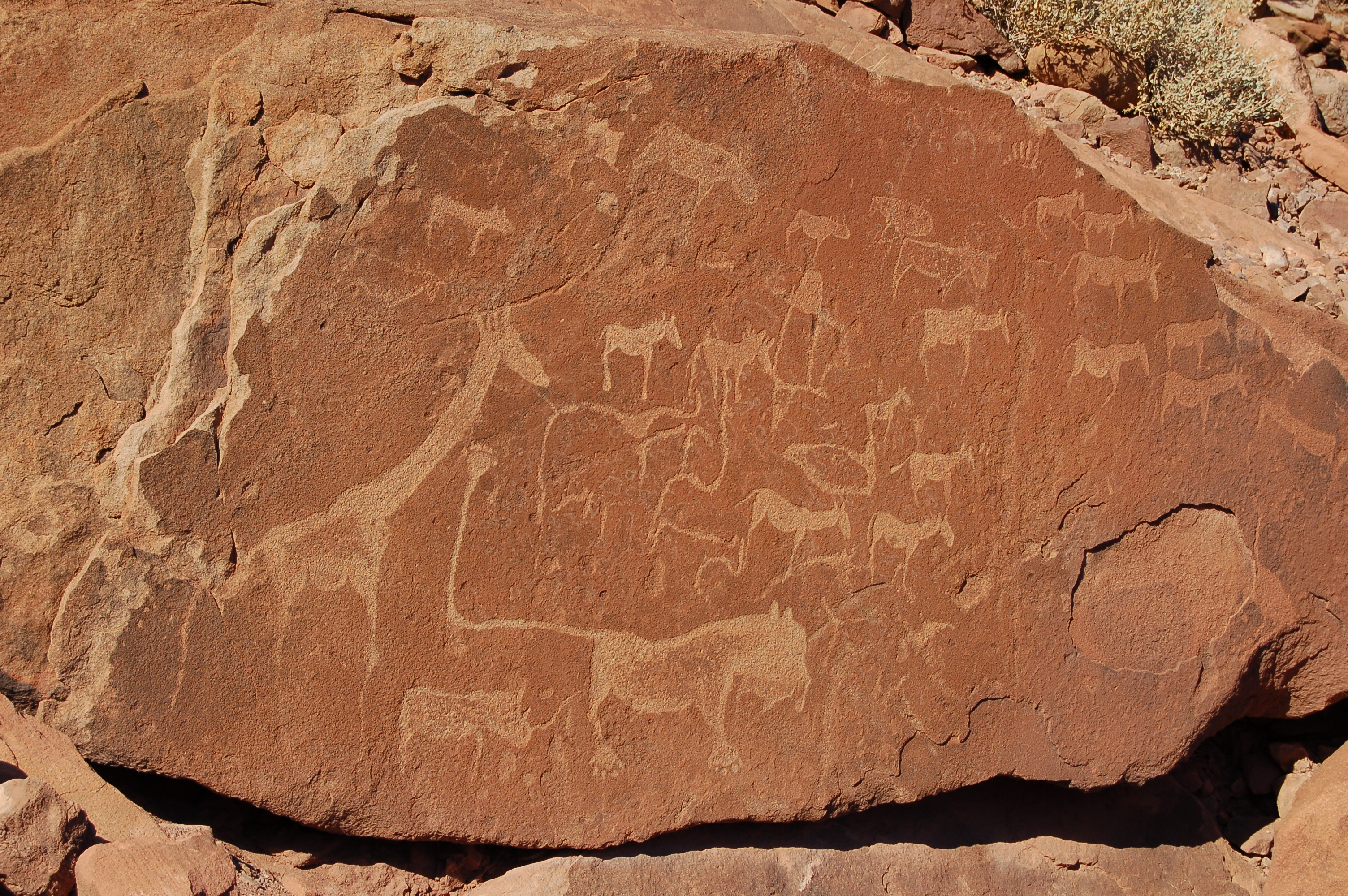
Felsbilder von Twyfelfontein
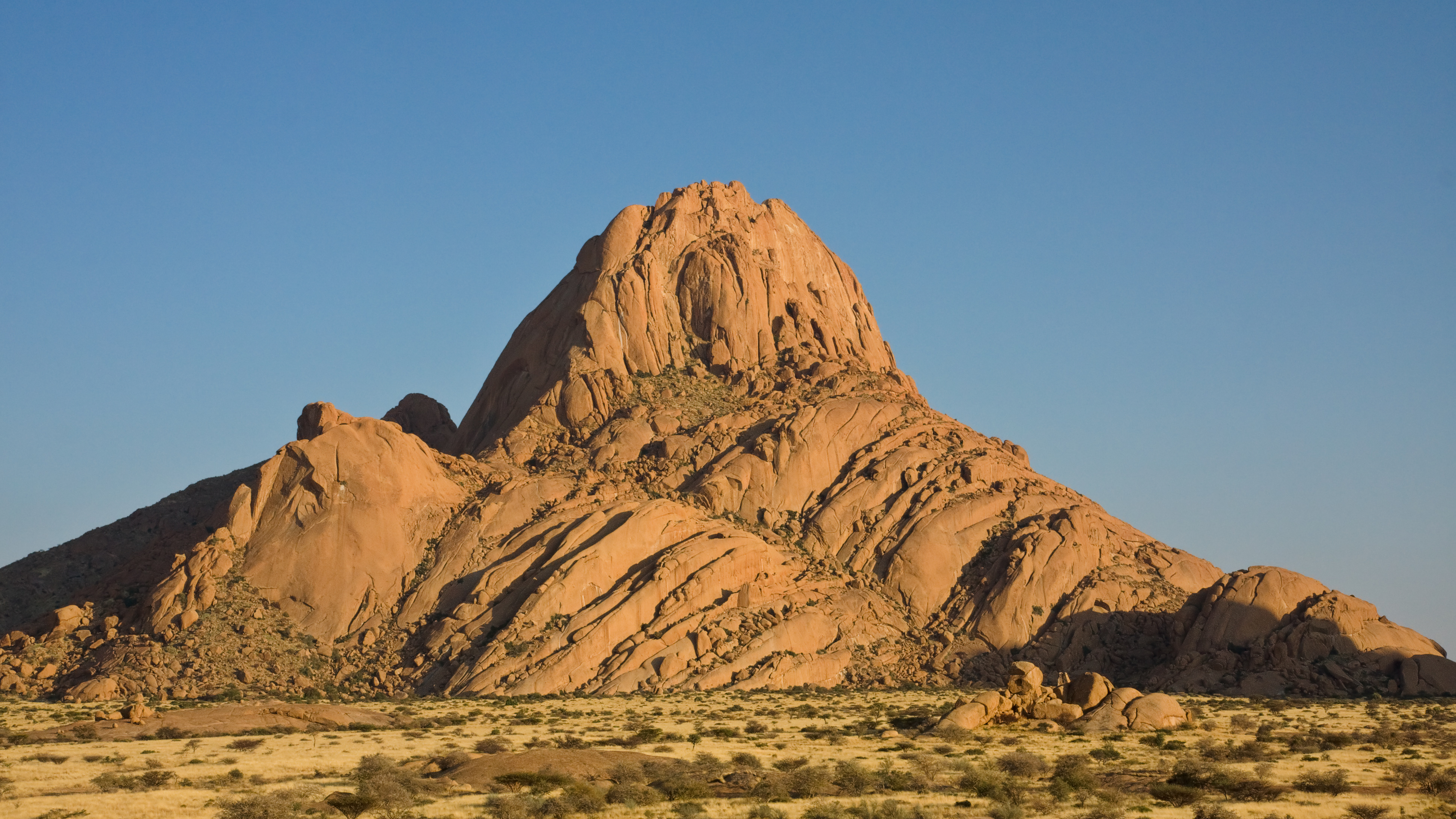
Spitzkoppe
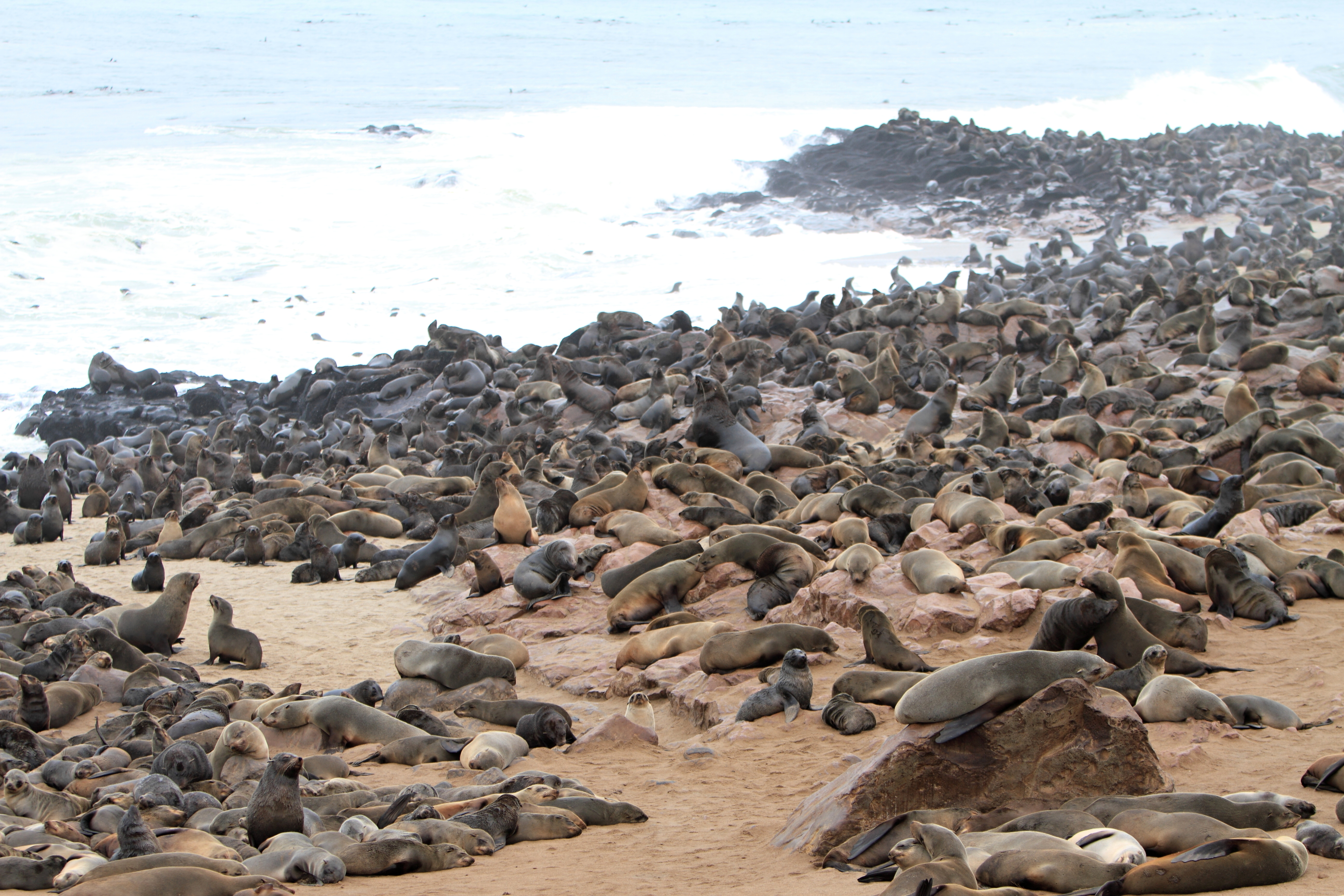
Robbenkolonie am Kreuzkap
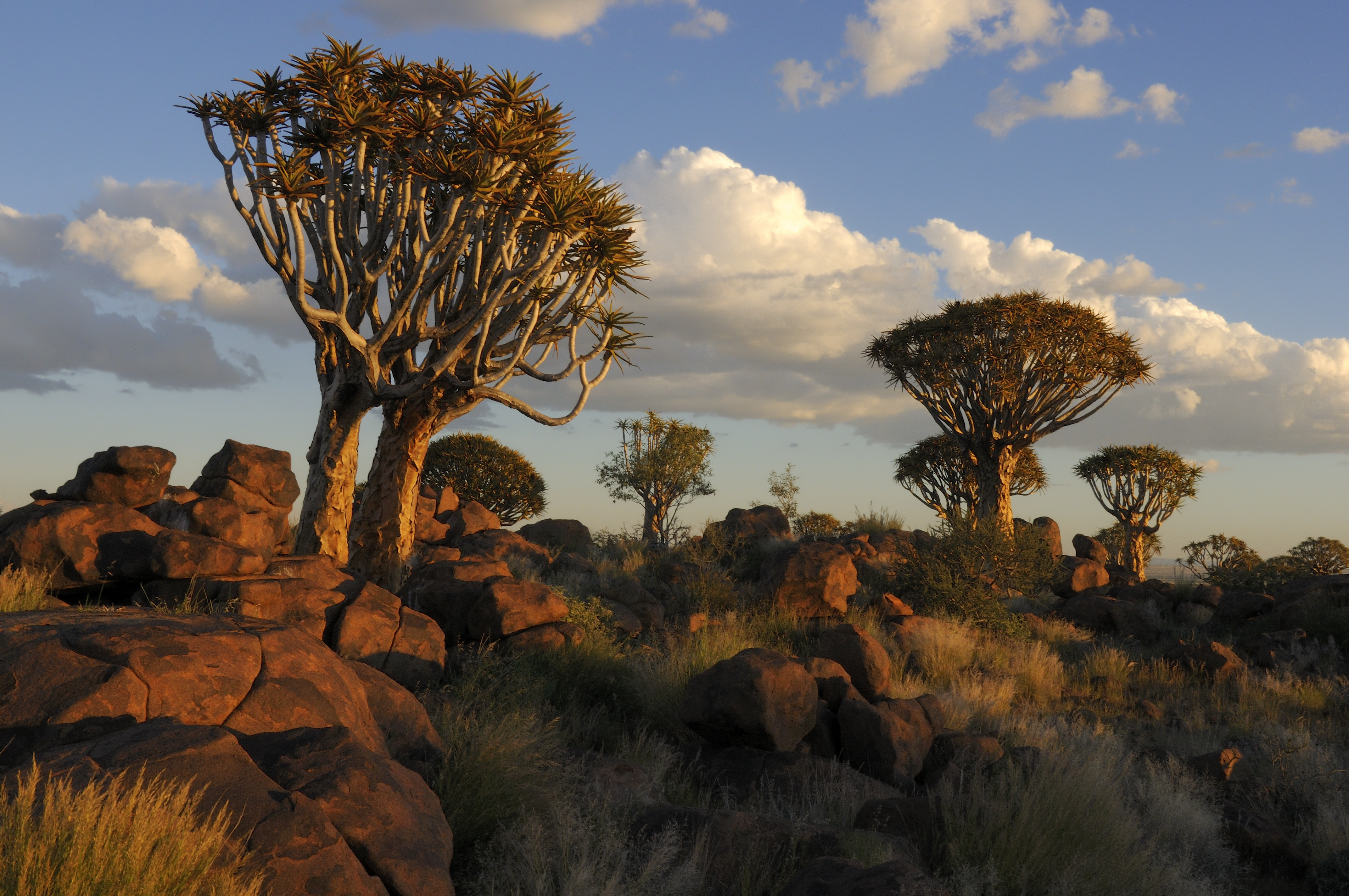
Köcherbaumwald
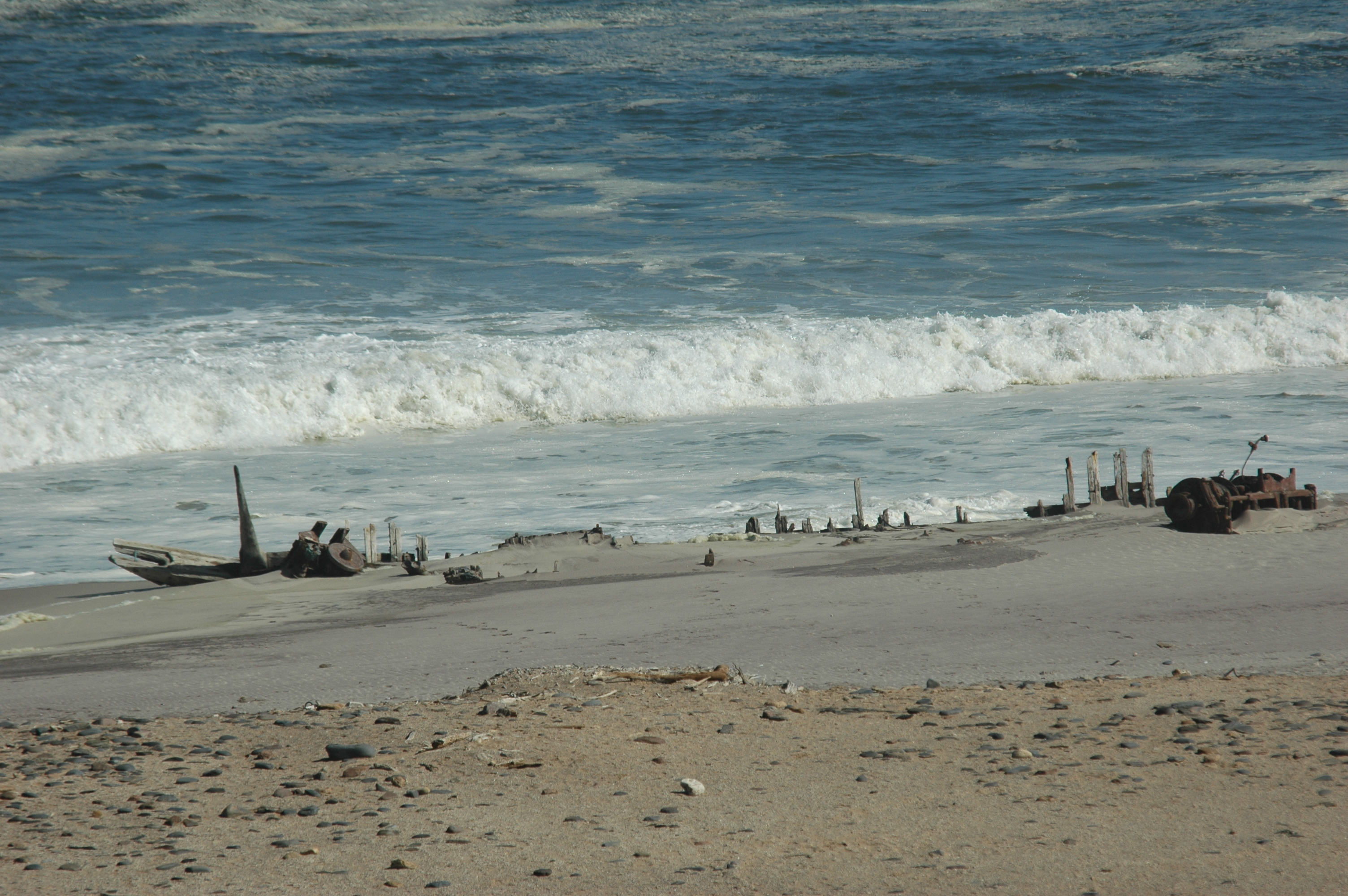
Namib-Skelettküste-Nationalpark
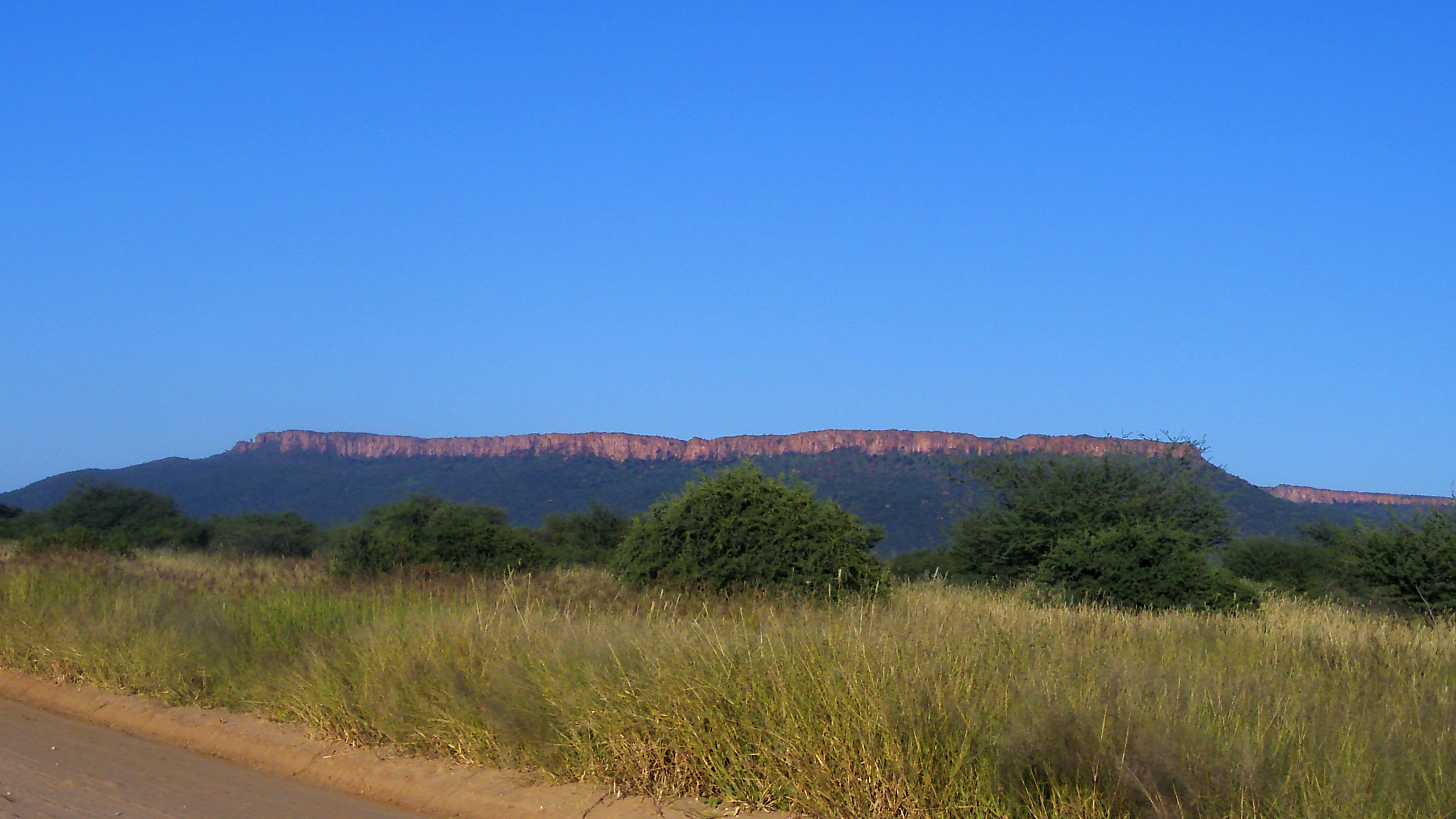
Waterberg

### Staatshaushalt
Der Staatshaushalt umfasst 2014/2015 Ausgaben von fast 58 Milliarden Namibia-Dollar, umgerechnet etwa 5,2 Milliarden US-Dollar. Das Haushaltsdefizit lag 2012/13 bei etwa 4,4 Prozent des Bruttoinlandsprodukts (BIP).
Die Staatsverschuldung betrug 2012 etwa 20 Prozent des BIP.

## Infrastruktur

### Zeitzone
Namibia verwendet seit dem 3. September 2017 – wie bereits zwischen 1990 und 1994 – ganzjährig dieselbe Uhrzeit wie Südafrika (UTC+2).

### Kommunikation
Namibia verfügt über ein modernes Telekommunikationssystem. Im Dezember 2016 gab es laut der Kommunikationsregulierungsbehörde von Namibia 2,66 Millionen aktive SIM-Karten, d. h. mehr als eine pro Einwohner. Zudem gab es im Land knapp 188.000 Festnetzanschlüsse, was etwa dem Stand von Juni 2013 entsprach.

### Schiene

Eisenbahnnetz von Namibia

Das Schienennetz des staatlichen Transportunternehmens TransNamib stammt in seiner Grundstruktur noch aus der deutschen Kolonialzeit und wurde zunächst vor allem durch militärische Bedürfnisse bestimmt. Es ist inzwischen auf 2626 Kilometer Länge ausgebaut worden und verbindet wichtige wirtschaftliche Zentren Namibias. Der Bau neuer Strecken und die Sanierung bestehender wird seit 2011 weiter vorangetrieben. Der Schienenverkehr spielt vor allem in der Güterbeförderung eine Rolle; in der Personenbeförderung ist er dagegen fast ohne Bedeutung.

### Straße

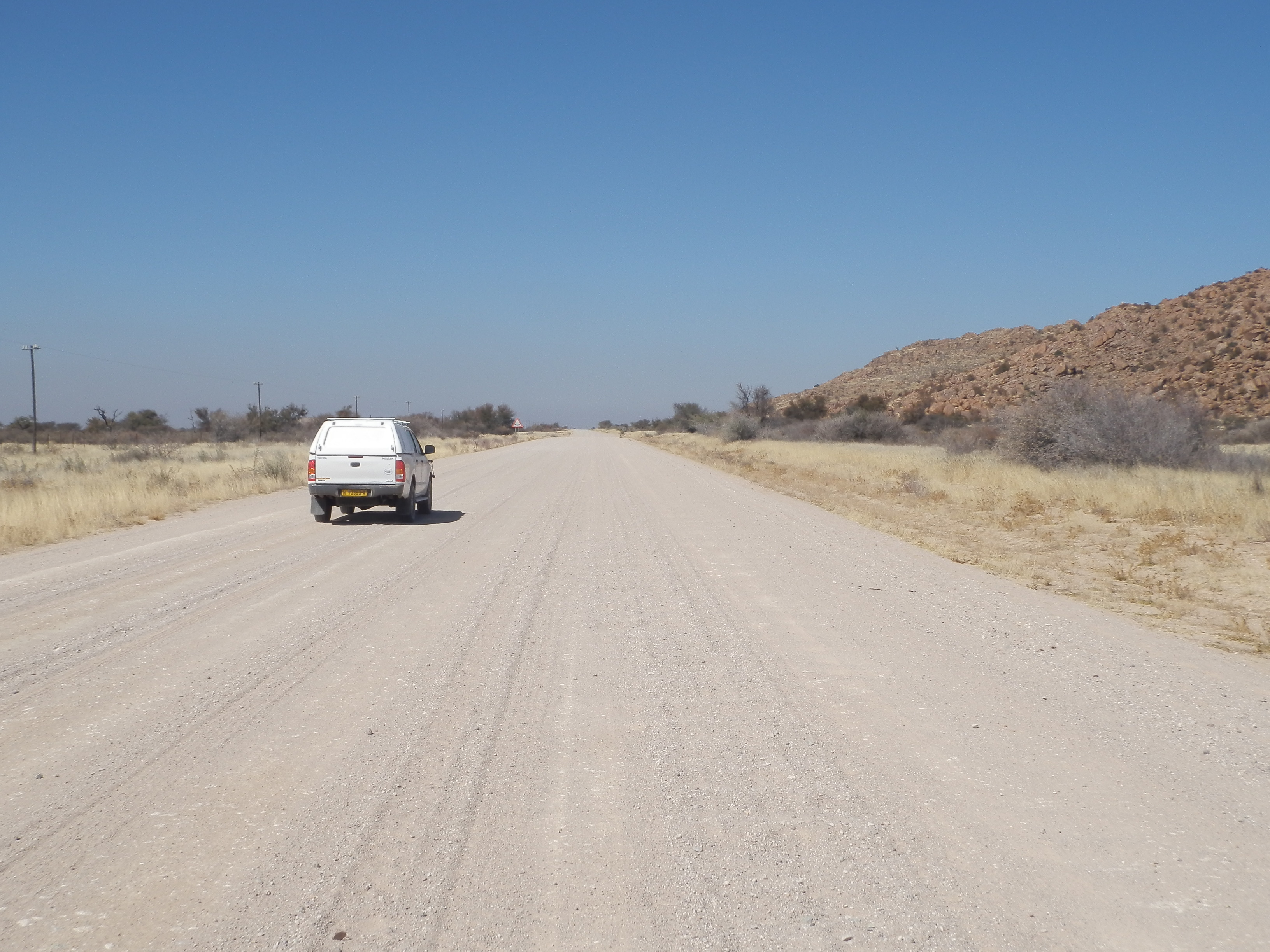
Hauptstraße C24 von Rehoboth nach Westen mit typischer Kiestragschicht

In Namibia trifft der Tripolis-Windhoek-(Kapstadt)-Highway mit dem Trans-Kalahari Corridor zusammen. Das namibische Straßennetz ist gut ausgebaut und erschließt alle bewohnten Gebiete des Landes. Es ist etwa 45.000 Kilometer lang, davon sind rund 80 Prozent nicht asphaltierte Pisten, meist mit Kiestragschicht, die regelmäßig oder nach Bedarf mit dem Grader instand gehalten werden. Nur die Nationalstraßen, einige Hauptstraßen sowie die wichtigsten innerstädtischen Straßen (etwa 6700 Kilometer) sind asphaltiert. In Namibia herrscht wie in allen Nachbarstaaten mit Ausnahme Angolas Linksverkehr. Mit bis zu 700 Verkehrstoten pro Jahr hat Namibia – bezogen auf die Einwohnerzahl – die weltweit höchste Todeszahl zu verzeichnen.

### Flugverkehr

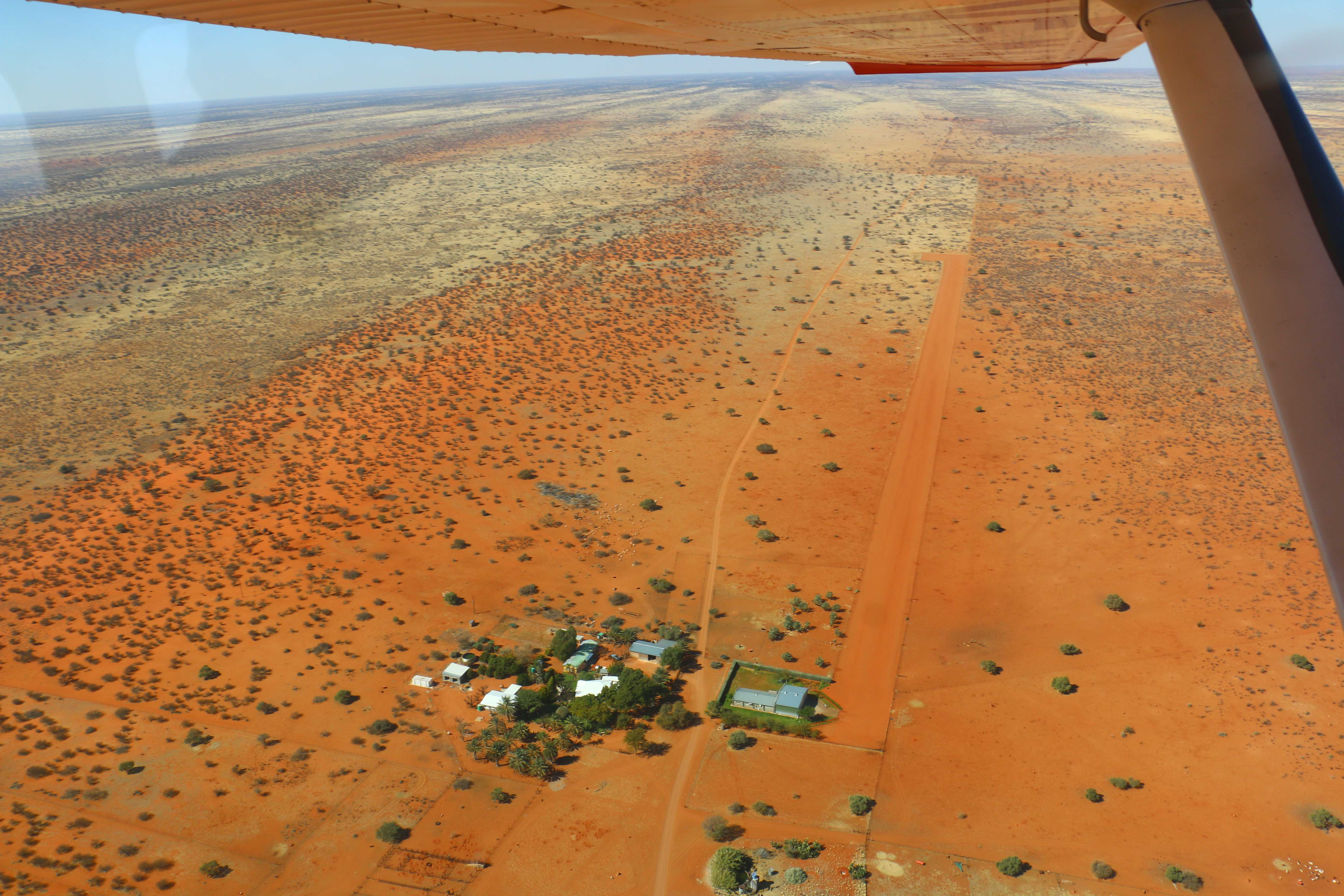
Eine private Flugpiste auf einer Farm in der Kalahari

Namibia ist gut in das regionale Flugnetz eingebunden. Es gibt direkte Flugverbindungen nach Europa und Vorderasien. Internationale Flughäfen besitzen die Landeshauptstadt Windhoek mit dem Hosea Kutako International Airport, der etwa 45 Kilometer östlich der Stadt liegt sowie die Hafenstadt Walvis Bay (Flughafen Walvis Bay). Darüber hinaus verfügt jeder größere Ort in Namibia, sowie viele Farmen, über eigene Landeplätze. In Namibia gibt es zahlreiche Charterflug-Unternehmen.

### Schifffahrt
Die beiden Tiefwasserhäfen Namibias befinden sich in Walvis Bay und in Lüderitz. Vier weitere Häfen sind im Bau beziehungsweise in Planung (Stand 2015).

## Kultur

### Kultur- und Naturdenkmäler
Die landesweite Aufnahme der Kultur- und Naturdenkmäler wurde 2003 abgeschlossen. Sie verzeichnet geologische Strukturen, paläontologische und archäologische Fundstätten (einschließlich der Petroglyphen und Felsmalereien von Twyfelfontein), Habitate und Pflanzenformationen wie die Affenbrotbäume von Tsandi und Ombalantu oder den Kameldornwald bei Rehoboth sowie historische Stätten, darunter die Padrões der portugiesischen Seefahrer an der Küste, Grabstätten (unter anderem das Grab des Jonker Afrikaner) und Friedhöfe, Profanbauten, Sakralbauten und Industriedenkmäler.

### Feiertage
In Namibia existieren zwölf gesetzliche Feiertage. Fällt ein Feiertag auf einen Sonntag, ist der folgende Montag grundsätzlich ebenfalls ein Feiertag.
Der Hererotag ist ein am letzten Wochenende im August in der namibischen Stadt Okahandja stattfindender Tag zum Gedenken an die Schlacht am Waterberg. Er ist kein gesetzlicher Feiertag, wird jedoch von den Herero als solcher empfunden.

### Medien

The Namibian, größte Tageszeitung Namibias

Namibia verfügt trotz der geringen Bevölkerungszahl und der Vielzahl an Sprachen über zahlreiche Zeitungen. Die größte Tageszeitung des Landes ist die englischsprachige The Namibian, die auch Texte auf Oshivambo enthält. Zweitgrößte Tageszeitung ist die Namibian Sun (ebenfalls in englischer Sprache), gefolgt von der afrikaanssprachigen Republikein. Staatlich getragen wird die englischsprachige New Era. Die Allgemeine Zeitung erscheint auf Deutsch und ist die älteste Zeitung des Landes. „Die Republikein“, „Allgemeine Zeitung“ und „Namibian Sun“ gehören zur Namibia Media Holdings (NMH).
Die Namibian Broadcasting Corporation (nbc) ist die öffentlich-rechtliche Rundfunkanstalt in Namibia mit drei Fernsehprogrammen und zahlreichen Rundfunkprogrammen in neun Sprachen, darunter Deutsch. Zudem gibt es diverse private Hörfunksender, darunter das deutschsprachige Hitradio Namibia und mit One Africa Television und NTV zweiprivate Fernsehsender. Satellitenfernsehen wird vor allem durch den südafrikanischen Dienst DStv und für deutschsprachige durch Satelio ermöglicht.
Die Nichtregierungsorganisation Reporter ohne Grenzen sieht in Namibia eine zufriedenstellende Lage für die Pressefreiheit.
Im Jahr 2020 nutzten 41 Prozent der Einwohner Namibias das Internet.

### Küche
Die namibische Küche als fester Begriff ist nicht klar definiert und basiert auf Einflüssen der verschiedenen Ethnien im Land und den Einflüssen der südafrikanischen und deutschen Küche. Beliebt sind ein Braai und das Bier der heimischen Brauerei.
Spezialitäten sind unter anderem !Naras, Termitenpilze und Kalaharitrüffel.

### Sport

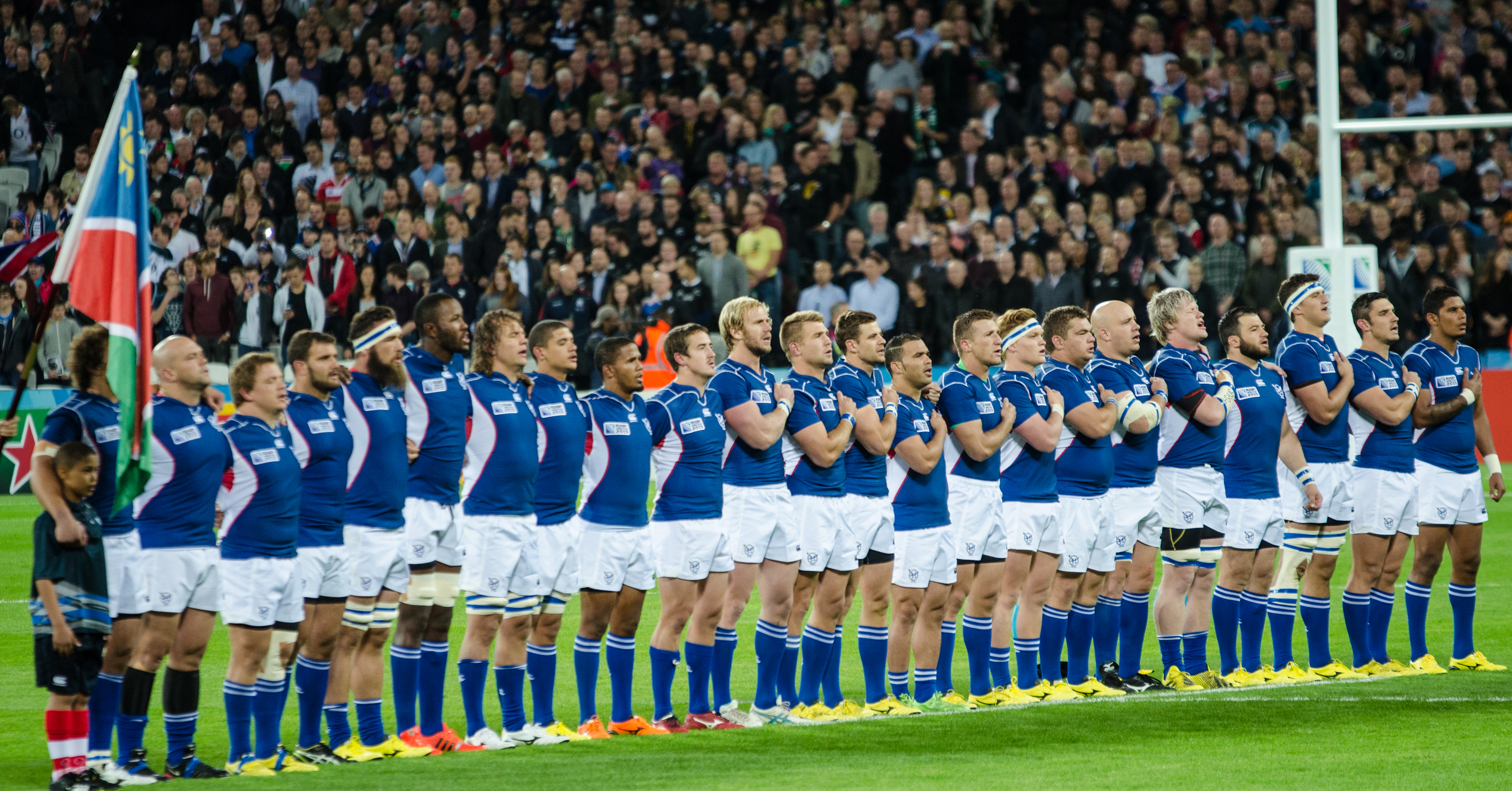
Die namibische Rugby-Nationalmannschaft

Die beliebtesten Sportarten in Namibia sind Rugby und Fußball sowie Cricket. Unter den deutschen Namibiern ist Inlinehockey und Faustball verbreitet, unter den Afrikaanssprechenden vor allem auch Jukskei. Als Nationalsportarten gelten seit August 2018 Rugby, Fußball und Netball.
Der nationale Rugbyverband Namibia Rugby Union wurde im März 1990, im Jahr der Unabhängigkeit, gegründet und trat im selben Jahr dem IRB, heute World Rugby, bei. Er ist außerdem Mitglied von Rugby Africa. Die Nationalmannschaft der Männer ist eine der besten Afrikas und qualifiziert sich häufig für die Weltmeisterschaft als eine von zwei afrikanischen Mannschaften, nach den südafrikanischen Springboks. Sie ist zudem neunfacher Afrikameister und zweimaliger Vizeafrikameister.
Der nationale Fußballverband Namibia Football Association wurde ebenfalls 1990 gegründet. 1992 trat die NFA der FIFA und der CAF bei. In der höchsten Spielklasse, der Namibia Premier League, treten 16 Mannschaften gegeneinander an. Die Nationalmannschaft gehört in Afrika zum Mittelfeld und konnte sich 1998 und 2008 für die Afrikameisterschaft qualifizieren. 2014 war Namibia Ausrichter der Fußball-Afrikameisterschaft der Frauen.
Der nationale Cricketverband Cricket Namibia wurde 1989 gegründet und 1990/92 erfolgte die Anerkennung seitens des International Cricket Council. Die Namibische Cricket-Nationalmannschaft gilt als eine der besten Afrikas und nahm erstmals an der Cricket World Cup 2003 teil, die in Südafrika, Kenia und Simbabwe ausgetragen wurde. Der nächste Erfolg war dann die erstmalige Qualifikation für den T20 World Cup 2021 in Oman und den Vereinigten Arabischen Emiraten, bei dem man die direkte Qualifikation für den T20 World Cup 2022 in Australien schaffte. Danach gelang den Namibiern die Qualifikation zum T20 World Cup 2024 in den West Indies und den Vereinigten Staaten. 2027 soll Namibia, gemeinsam mit Südafrika und Simbabwe den Cricket World Cup austragen.
Einer der weltweit bekanntesten namibischen Sportler ist Frank Fredericks, ehemaliger Leichtathlet über 100- und 200-Meter-Distanzen und mehrfacher Medaillengewinner bei Olympischen Spielen. Zudem erlangte Collin Benjamin als langjähriger Spieler beim Hamburger SV in Deutschland größere Bekanntheit.
Die Icestocksport Association of Namibia wurde 2004 gegründet und nahm im selben Jahr und 2008 an der Weltmeisterschaft teil. Der Verband wurde 2005 und 2007 Afrikameister.
Außerdem hat Namibia eine Faustballnationalmannschaft und richtete 1995 die Faustball-Weltmeisterschaft sowie im Januar 2009 die Faustball-U18-Weltmeisterschaft aus. Zudem richtete Namibia 2008 die Weltmeisterschaften im Bogenschießen nach Richtlinien der IFAA aus.
Special Olympics Namibia wurde 1998 gegründet und nahm mehrmals an Special Olympics Weltspielen teil.